# Esterházy

Wappen derer von Esterházy de Galántha

Esterházy, ungarisch manchmal auch Eszterházy, lateinisch Estoras, eingedeutscht Esterhasi, ist der Name einer alten, bedeutenden ungarischen Magnatenfamilie, die seit 1687 als reichsfürstliches Haus zum europäischen Hochadel zählt.

## Familiengeschichte

### Ursprünge

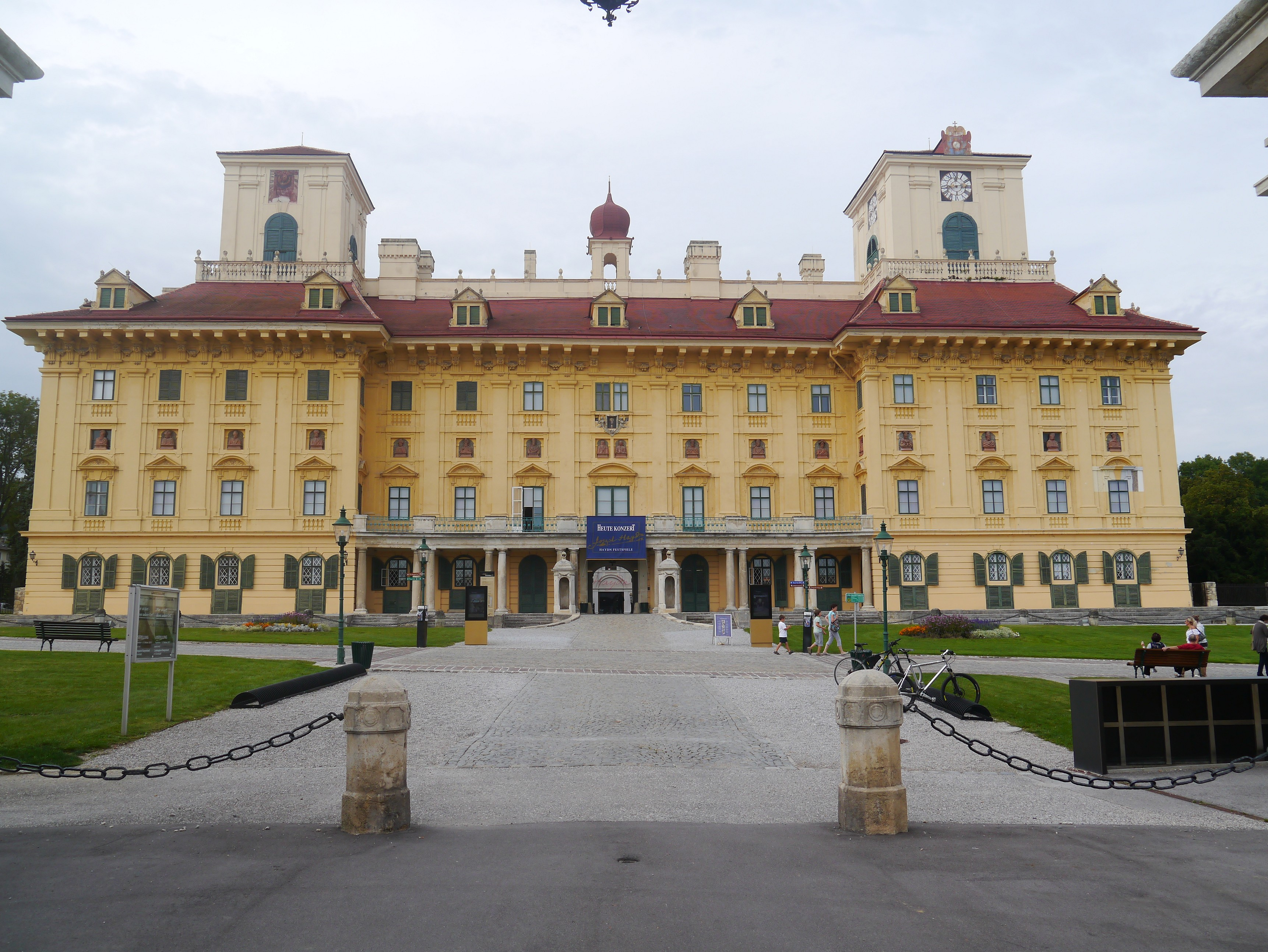
Schloss Esterházy in Eisenstadt, Burgenland (seit 1649 bis heute im Besitz der Familie)

Schloss Esterházy bei Fertőd am Neusiedler See in Ungarn (1681–1945 im Besitz der Familie)

Die Familie hieß ursprünglich Zerház. Sie war im 13. Jahrhundert ein Zweig des Geschlechts der Salamonvata, die im Zuge der Christianisierung der Magyaren im 11. Jahrhundert den biblischen Namen Salomon gewählt hatte. Erstmals urkundlich erwähnt als Familie Zerház de Zerhásház, wird der Familienname 1527 nach dem (per Heirat erworbenen) Landsitz mit der Beifügung „de Galanta“ ergänzt. Galant(h)a ist ein Ort unweit von Bratislava an der Kleinen Donau (slowakisch: Malý Dunaj) östlich der Stadt.
Die drei Brüder Baron Nikolaus Esterházy (1583–1645), Baron Daniel Esterházy (1585–1654) und Baron Paul Esterházy (1587–1645) sind die Stammväter der bis heute blühenden Hauptlinien der ungarischen Familie Esterházy, nämlich Nagymarton (später Fraknó/Forchtenstein), Csesznek und Zólyom (Zvolen = Altsohl). Den ungarischen Freiherrenstand oder Baronenstand erhielten die drei Esterházy-Brüder 1613.

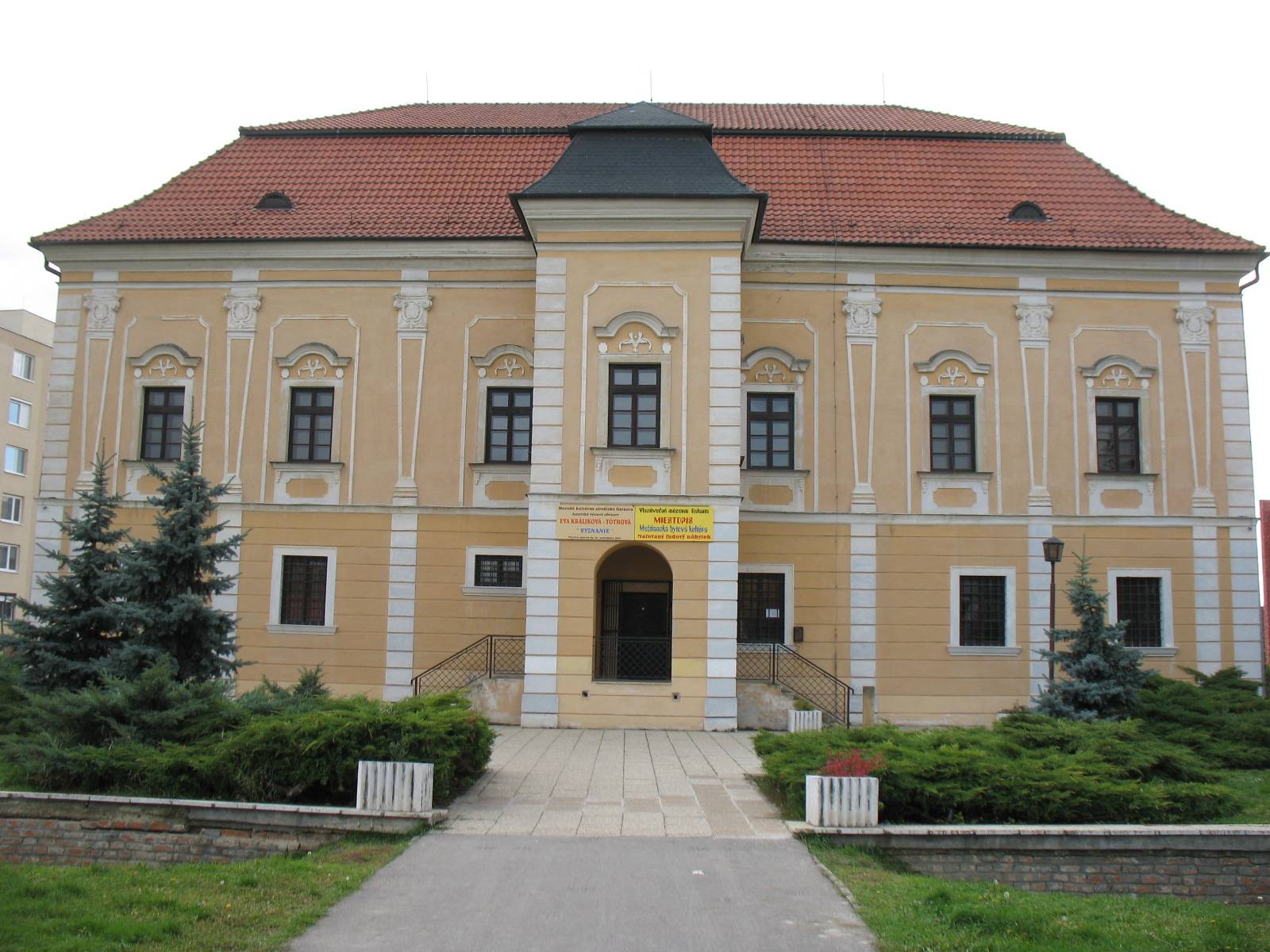
Schloss Galanta, Slowakei (ab 1421 im Besitz der Familie)
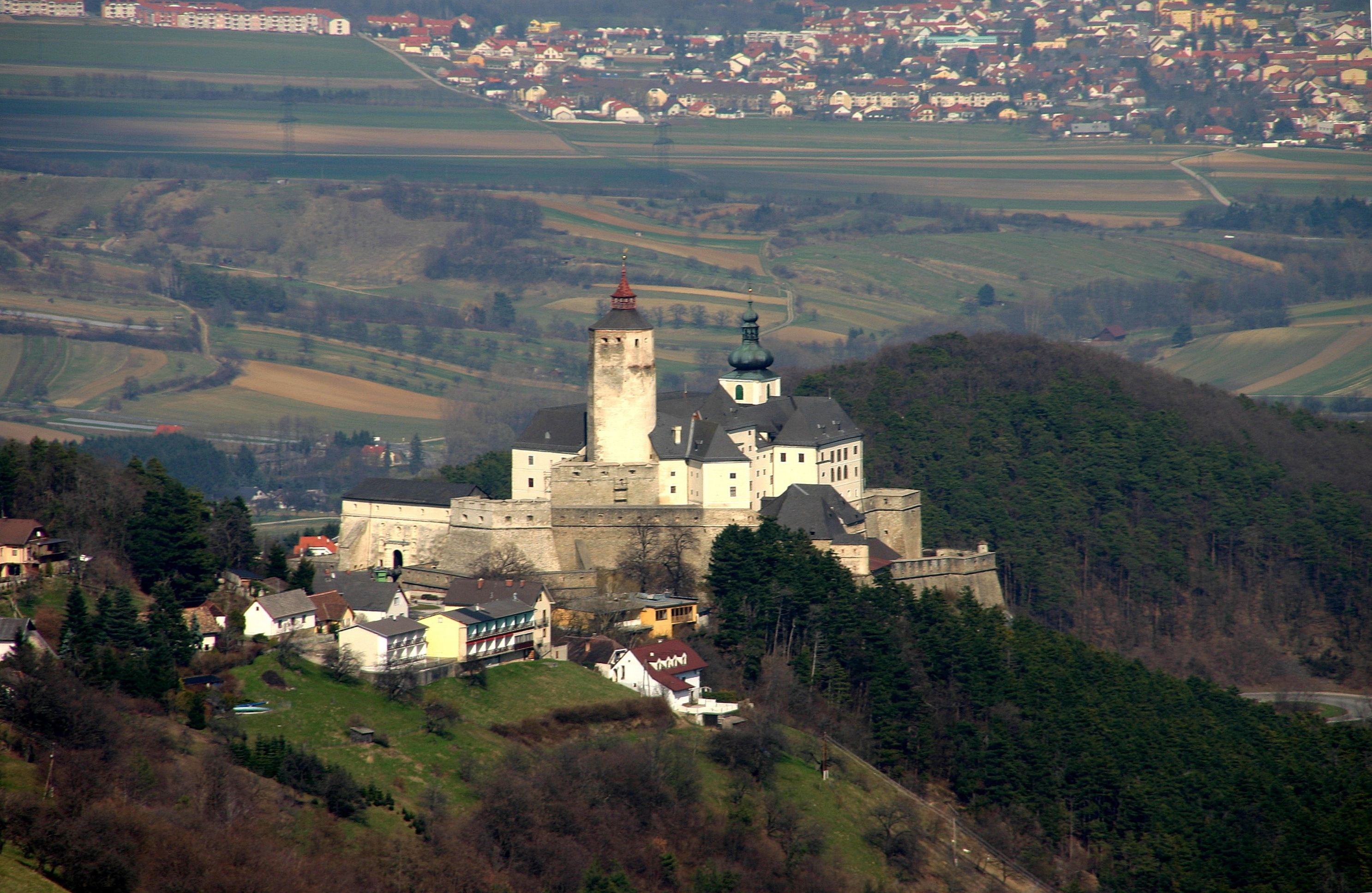
Burg Forchtenstein, Burgenland (seit 1622 bis heute im Besitz der Familie)
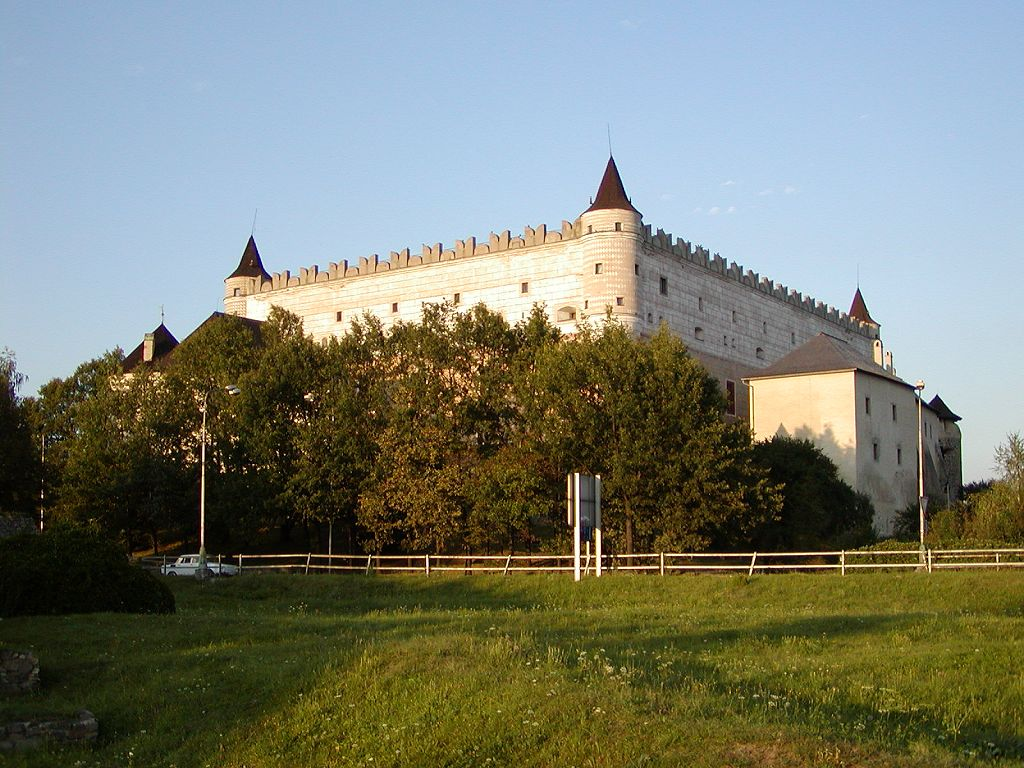
Schloss Altsohl, Slowakei (ab 1638 im Besitz der Familie)

### Vom Kleinadel zum Magnaten
Nikolaus Esterházy war der herausragende der drei Brüder, denn er schaffte es, durch sein strategisches und diplomatisches Handeln die ungarische Kleinadelsfamilie zu einem führenden Magnatengeschlecht zu machen. Die Konversion der zuvor protestantischen Familie zum Katholizismus und die unabdingbare Treue zum Kaiser des Heiligen Römischen Reiches (in seiner Funktion als König von Ungarn) legten die Grundsteine zum außergewöhnlichen Aufstieg der Familie. 1622 erhielt er vom Kaiser die Herrschaft Forchtenstein samt Grafentitel und die Herrschaft Eisenstadt als Pfand, die beide bis heute im Besitz der Esterházy geblieben sind.

### Bedrohung durch die Osmanen
Für den Kaiser bedeuteten die Esterházy während der Türkenkriege ein wichtiges militärisches Bollwerk gegen die Türken in Ungarn und ganz Mitteleuropa, da die Familie im Kampf gegen die Türken auf eigene Kosten beachtliche Soldatenkontingente aufbot und andere ungarische Aristokraten zur Nachahmung motivierte. Immer wieder kämpften Familienmitglieder der Esterházy gegen die Türken, vor allem im 17. Jahrhundert.
In der Schlacht von Vezekény (ungarisch auch: Nagyvezekény, slowakisch: Veľké Vozokany) im Jahre 1652 fielen gleich vier Familienmitglieder, darunter der Majoratsherr Graf Ladislaus Esterházy (Sohn von Palatin Nikolaus Esterházy) und dessen Cousins Franz, Thomas und Kaspar.
Mit Graf Nikolaus und dessen Sohn, dem späteren Fürsten Paul I. Esterházy, bekleideten zwei Generationen in Folge die Position des Palatins, des Stellvertreters des Königs von Ungarn (der zugleich Kaiser des Heiligen Römischen Reiches war).

### Erhebung in den Fürstenstand
1687 wurde Graf Paul Esterházy von Kaiser Leopold I. zum Dank für seinen Einsatz im Kampf gegen die Türken sowie auch für sein Eintreten im ungarischen Landtag für die Umwandlung des Wahlkönigtums in ein Erbkönigtum in den Fürstenstand erhoben.
Zunächst bezog sich die Fürstenwürde nur auf Paul I. Erst 1712 wurde die Fürstenwürde auf den jeweils Erstgeborenen der Linie Pauls ausgedehnt. Die fürstliche Linie wählte Eisenstadt zu ihrer Residenz und baute eine dort bestehende Burg zum repräsentativen Schloss aus, Stammsitz blieb die Burg Forchtenstein. Im Franziskanerkloster Eisenstadt wurde 1705 die Familiengruft eingerichtet. Unter Kaiser Joseph II. wurde der Fürstentitel als Primogenitur erhalten und allen männlichen Mitgliedern der fürstlichen Linie der Titel eines Prinzen verliehen.

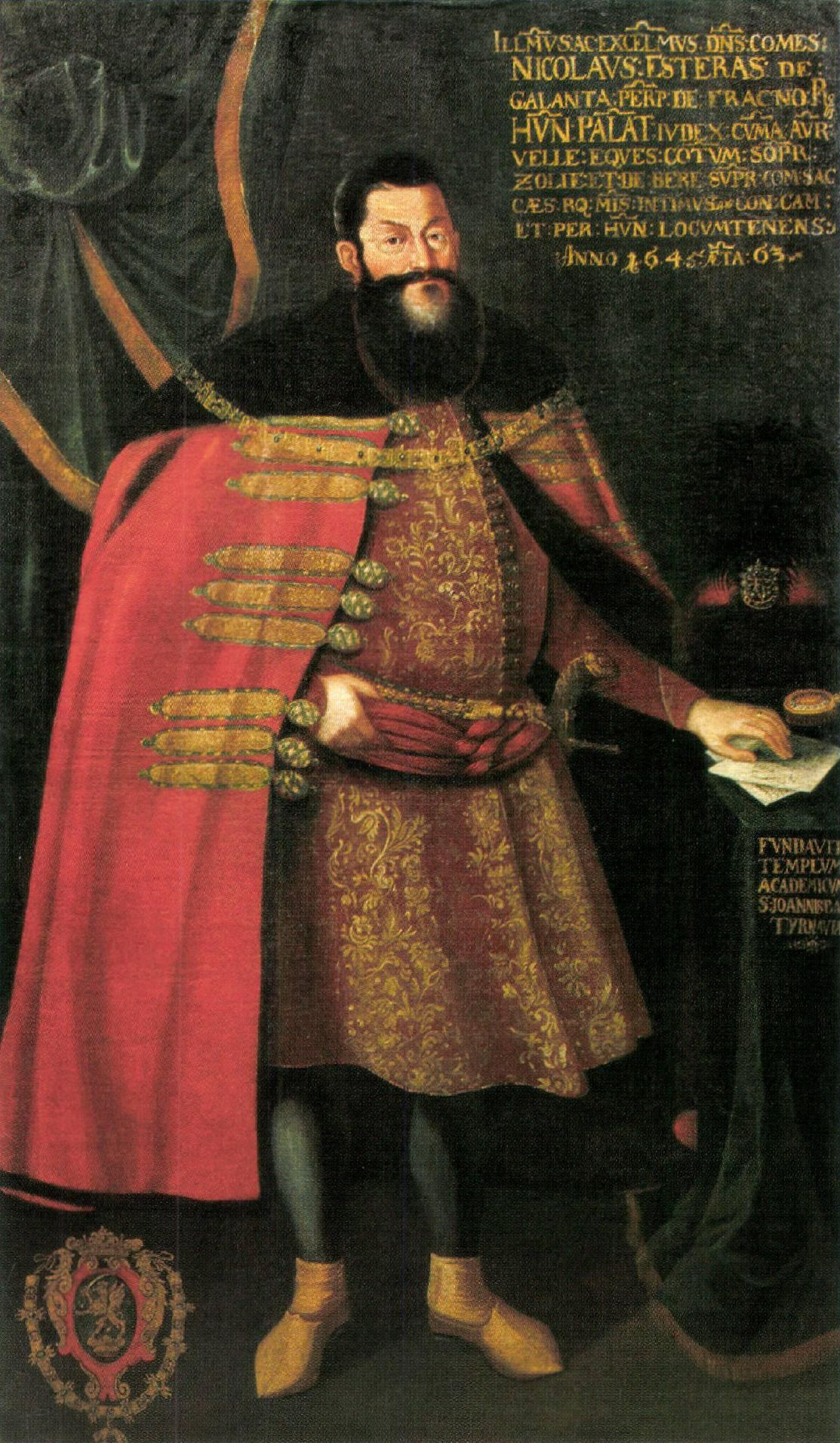
Nikolaus Esterházy (1583–1645), erster Graf von Forchtenstein und Eisenstadt
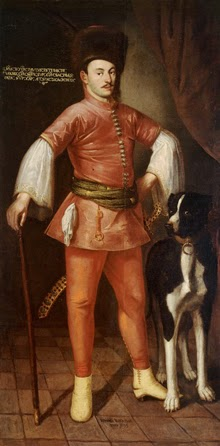
Paul I. Fürst Esterházy (1635–1713), erster Fürst
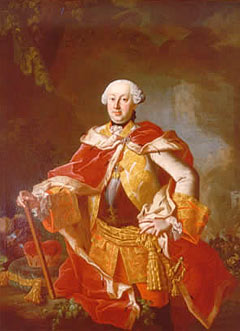
Fürst Paul II. Anton Esterházy de Galántha (1711–1762), Feldmarschall
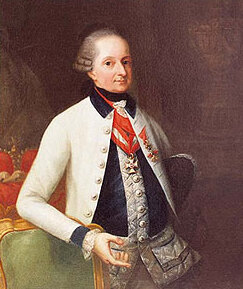
Fürst Nikolaus I. Esterházy de Galántha (1714–1790), Feldmarschall, Erbauer von Schloss Eszterháza (Fertőd, Ungarn)
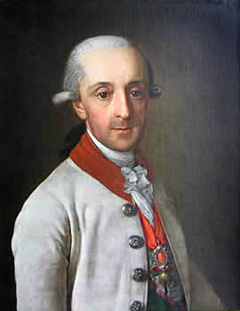
Fürst Anton I. Esterházy de Galántha (1738–1794), Majoratsherr

### Loyalität zum Kaiserhaus – Folgen der Säkularisation

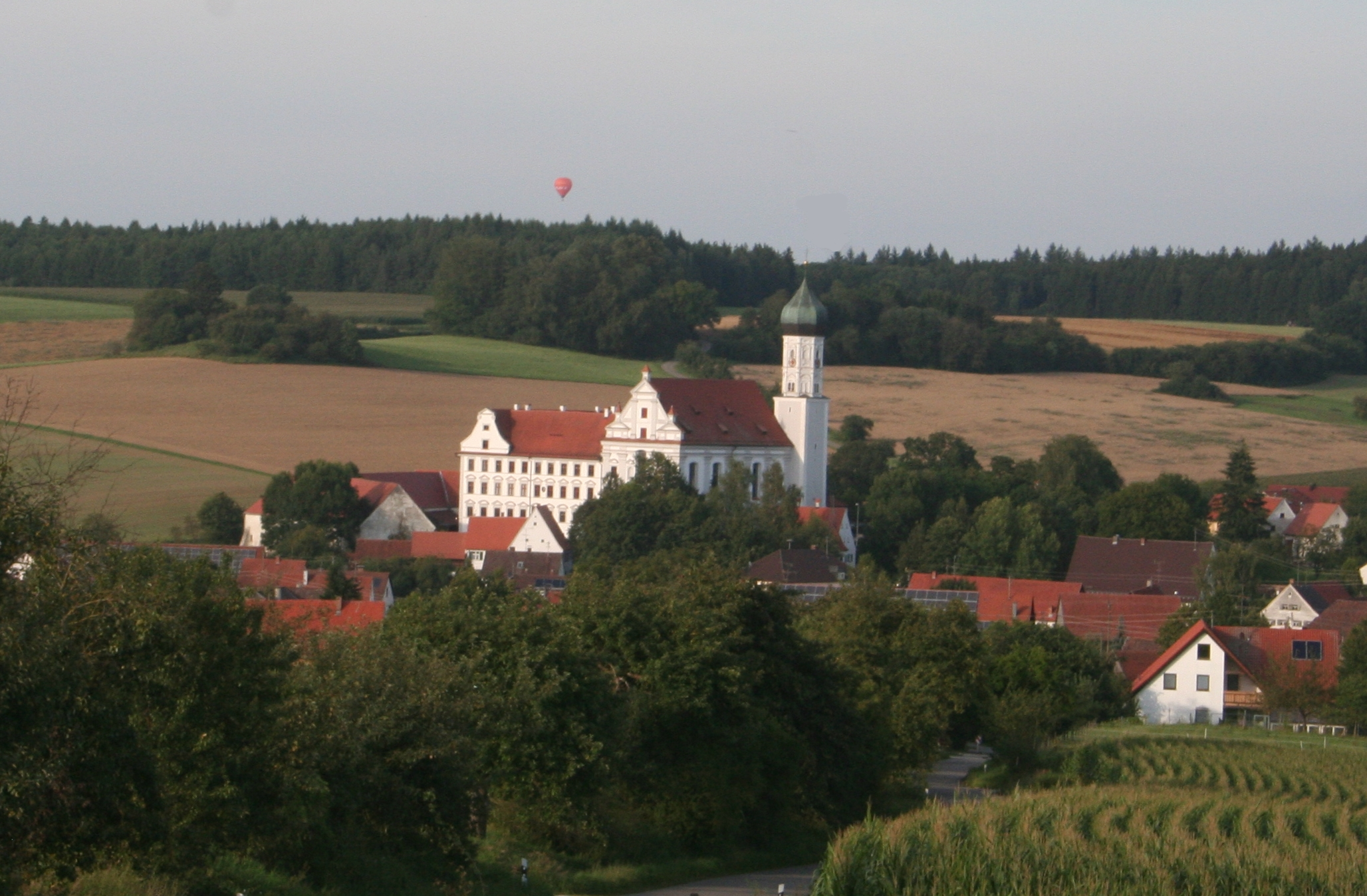
Ehemaliges Kloster Edelstetten, Bayern (seit 1804 bis heute im Besitz der Familie)

Die Esterházy standen auch in kriegerischen Auseinandersetzungen stets zum Kaiserhaus, von der Türkenbedrohung über den Dreißigjährigen Krieg (1618–1648) bis zu den Napoleonischen Kriegen (1792–1815).
Die Bekanntheit der Familie und die Loyalität gegenüber dem Kaiserhaus eröffneten den Esterházys im Zuge der territorialen Veränderungen im Napoleonischen Europa neue Chancen. So erwarb Fürst Nikolaus II. Esterházy de Galántha 1804 das kurz zuvor säkularisierte adelige Damenstift Edelstetten bei Krumbach (Bayern) für 28.000 Gulden vom Fürsten Charles-Joseph de Ligne als eine neue Reichsgrafschaft, um als reichsunmittelbarer Regent Sitz und Stimme im Reichsfürstenrat des Heiligen Römischen Reiches zu erhalten, das jedoch bereits 1806 unterging. Dadurch stiegen sie in den Hochadel auf. Nach dem Übergang an das 1806 geschaffene Königreich Bayern trugen sich die Esterházy für diese neue Gerichtsherrschaft 1813 in die bayerische Adelsmatrikel ein, doch nahmen sie zunächst die damit verbundene Reichsratswürde wegen ihres fehlenden Indigenats nicht auf. Das Oberhaupt des Hauses führt seither den Titel Fürst Esterhazy von Galantha, gefürsteter Graf zu Edelstetten, Graf von Forchtenstein und Hornstein. Er war Erb-Obergespan des Komitats Ödenburg und erbliches Mitglied des ungarischen Oberhauses. Die Nachgeborenen führen den Titel Prinz und Prinzessin Esterhazy von Galantha, ebenfalls mit der Anrede Durchlaucht. Neben der fürstlichen Hauptlinie gibt es noch die gräflichen Linien Esterházy von Galantha.
Auch während der Revolution von 1848 blieben vor allem die fürstlichen Esterházys auf der Seite der Habsburger. Fürst Paul III. Anton Esterházy, der lange als Gesandter des Kaisertums Österreich in London akkreditiert war, trat, erbost über die illoyale Einstellung der Ungarn gegenüber den Habsburgern, 1848 von seinem Amt als ungarischer Minister zurück. Am 18. Juni 1812 hatte er in Regensburg Prinzessin Marie-Theres von Thurn und Taxis geheiratet. Aus der Ehe ging der Sohn Nikolaus (* 1817) hervor, der durch Vermählung mit Sarah Child-Villiers, einer Tochter von George Child Villiers, 5. Earl of Jersey, die direkte Verwandtschaft der Esterházy mit einer der bedeutendsten Adelsfamilien des Vereinigten Königreichs begründete.

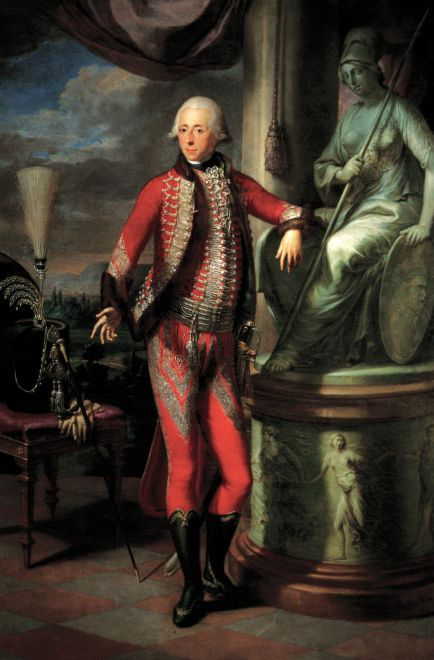
Fürst Nikolaus II. Esterházy de Galántha (1765–1833), Majoratsherr u. Kunstsammler
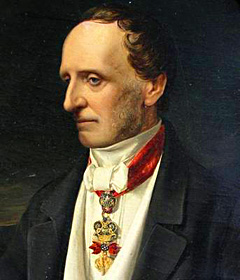
Fürst Paul III. Anton Esterházy de Galántha (1786–1866), Majoratsherr, Diplomat, Minister
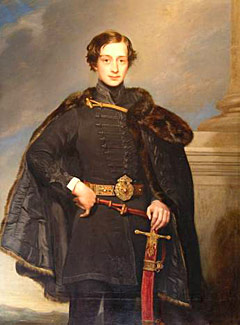
Fürst Nikolaus III. Esterházy de Galántha (1817–1894), Majoratsherr
Fürst Paul IV. Esterházy de Galántha (1843–1898), Majoratsherr, Diplomat, Politiker

### 20. Jahrhundert
Das Ende der Donaumonarchie brachte auch Veränderungen für die Familie Esterházy mit sich. Mit dem Vertrag von Trianon im Jahr 1920 befanden sich die Esterházyschen Güter plötzlich in fünf verschiedenen Ländern: Ungarn, Tschechoslowakei, Jugoslawien, Rumänien, Österreich.
Ein Teil des Archivmaterials der fürstlichen Linie befindet sich heute in der Burg Forchtenstein und Eisenstadt, während ein anderer Teil des Bestandes seither im ungarischen Staatsarchiv in Budapest aufbewahrt wird. Der Besitz in Ungarn wurde von der kommunistischen Regierung nach 1947 enteignet. Der Besitz im Burgenland blieb in privatem Eigentum und wurde nach Aufhebung des Fideikommisses in Ungarn in den 1930er Jahren und in Österreich im Oktober 1938 an den Majoratsherrn Paul V. Fürst Esterházy übertragen. Das Esterházy Fideikommiss wurde in Österreich Anfang 1956 aufgehoben.
Der Zweite Weltkrieg stellte einen großen Einschnitt im Leben der Esterházys dar. Teile der Familie flohen vor der sowjetischen Besatzung. Andere, wie Graf Moritz Esterházy (1881–1960), der 1917 Ministerpräsident von Ungarn war, und der damalige Fürst Paul V. Esterházy, blieben im Land. Fürst Paul V. wurde in einem Schauprozess zusammen mit Kardinal József Mindszenty 1948 von den Kommunisten zu 15 Jahren Einzelhaft verurteilt. Während des Ungarnaufstands 1956 gelang ihm mit seiner Ehefrau Melinda die Flucht. Ab 1948 kam es auch für andere Familienmitglieder zu Schauprozessen, Gefängnis und Deportationen, die in Büchern wie Greif und Rose von Hanna Molden und Harmonia Caelestis von Péter Esterházy beschrieben wurden.

### 21. Jahrhundert
Nach dem Tod von Paul V. Fürst Esterházy 1989 war das ehemalige Fideikommisseigentum in Österreich auf seine Witwe Melinda Esterházy (geb. Ottrubay) übergegangen. Nachdem sie sich 2002 in den Ruhestand zurückgezogen hatte, übergab sie ihrem Neffen Stefan Ottrubay die Oberaufsicht über die drei Stiftungen und die 2001 gegründete „Esterhazy Betriebe GmbH“ (seit 2023 „Esterhazy Betriebe AG“). Dieses Unternehmen ist für das operative Geschäft der drei Esterházy-Stiftungen zuständig und setzt deren Ziele – Pflege und Weiterentwicklung des Erbes, insbesondere der Kulturgüter und Immobilien – um. Wirtschaftlich ist das Unternehmen in den fünf Bereichen Immobilien (1), Forst- und Landwirtschaft sowie Naturschutzagenden (2), Weinbau und Vinifikation (3), Hotellerie und Gastgewerbe (4) sowie Tourismus, Kultur und Veranstaltungen (5) tätig. Es gilt im Burgenland als „wichtiger Arbeitgeber, Großinvestor und nicht zuletzt [als] der größte private kulturtouristische Anbieter“. Der Neffe ihres Mannes, Anton II. Esterházy de Galántha, fühlte sich seinerzeit in seinen Kompetenzen beschnitten und verleumdet. In der Folge wurden mehrfach wechselseitig Anzeigen zwischen Stefan Ottrubay und verschiedenen Trägern des Namens Esterházy gestellt. Seitdem nimmt Fürst Anton II. lediglich repräsentative Angelegenheiten der Familie wahr. Sein Sohn Paul Anton (* 1986) erhielt jedoch von Melinda Esterházy das Kloster Edelstetten in Bayerisch-Schwaben übertragen.

### Gräfliche Zweige
Zu gräflichen Zweigen des Hauses Esterházy gehören die Bischöfe Imre (1663–1745) und Karl (1725–1799), der ungarische Ministerpräsident Moritz Esterházy de Galántha (1881–1960), der slowakische Politiker János Esterházy (1901–1957), der ungarische Schriftsteller Péter Esterházy (1950–2016) und der österreichische Theaterintendant Paul Esterházy (* 1955).

## Wappen

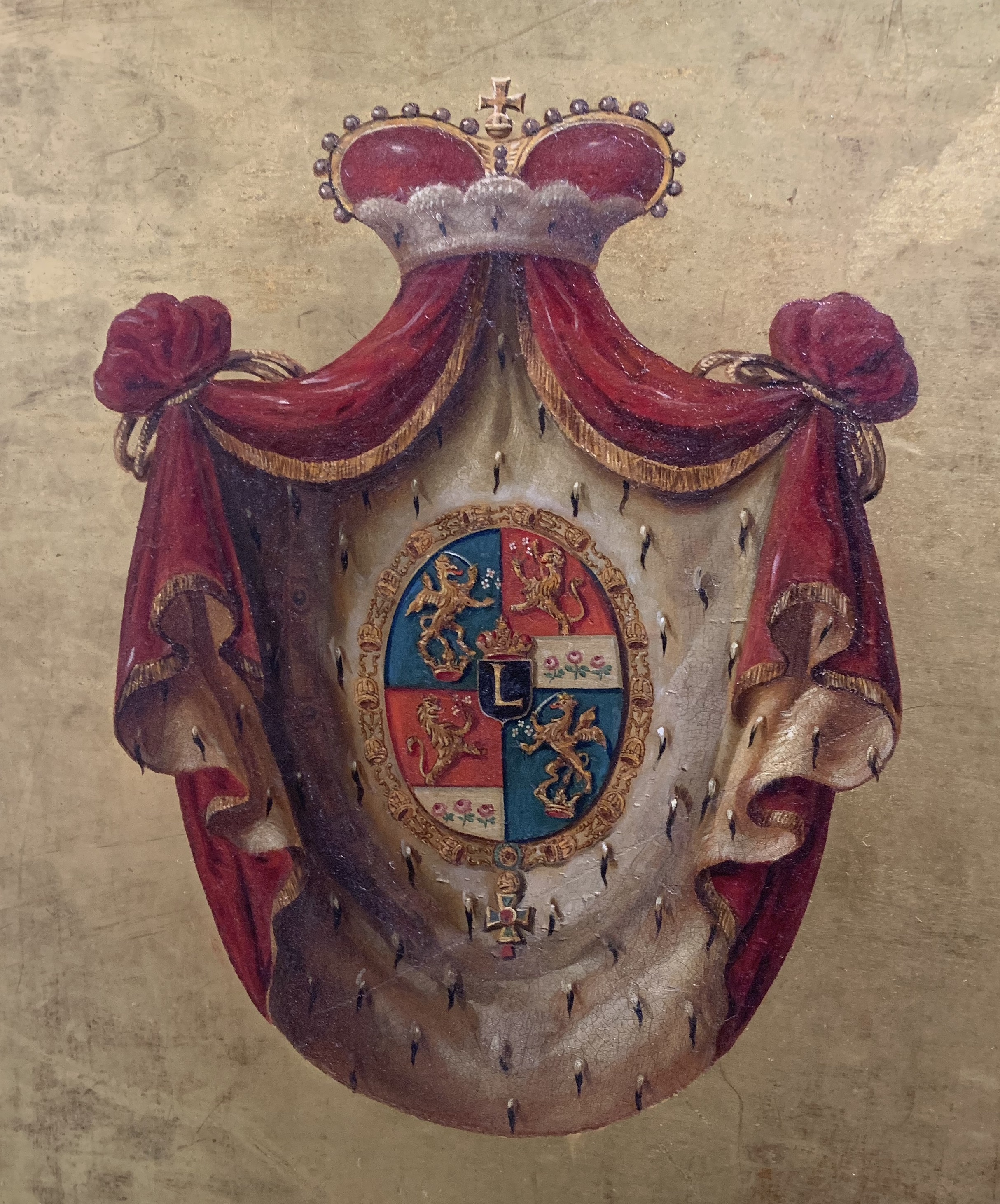
Das fürstliche Wappen der Esterházy

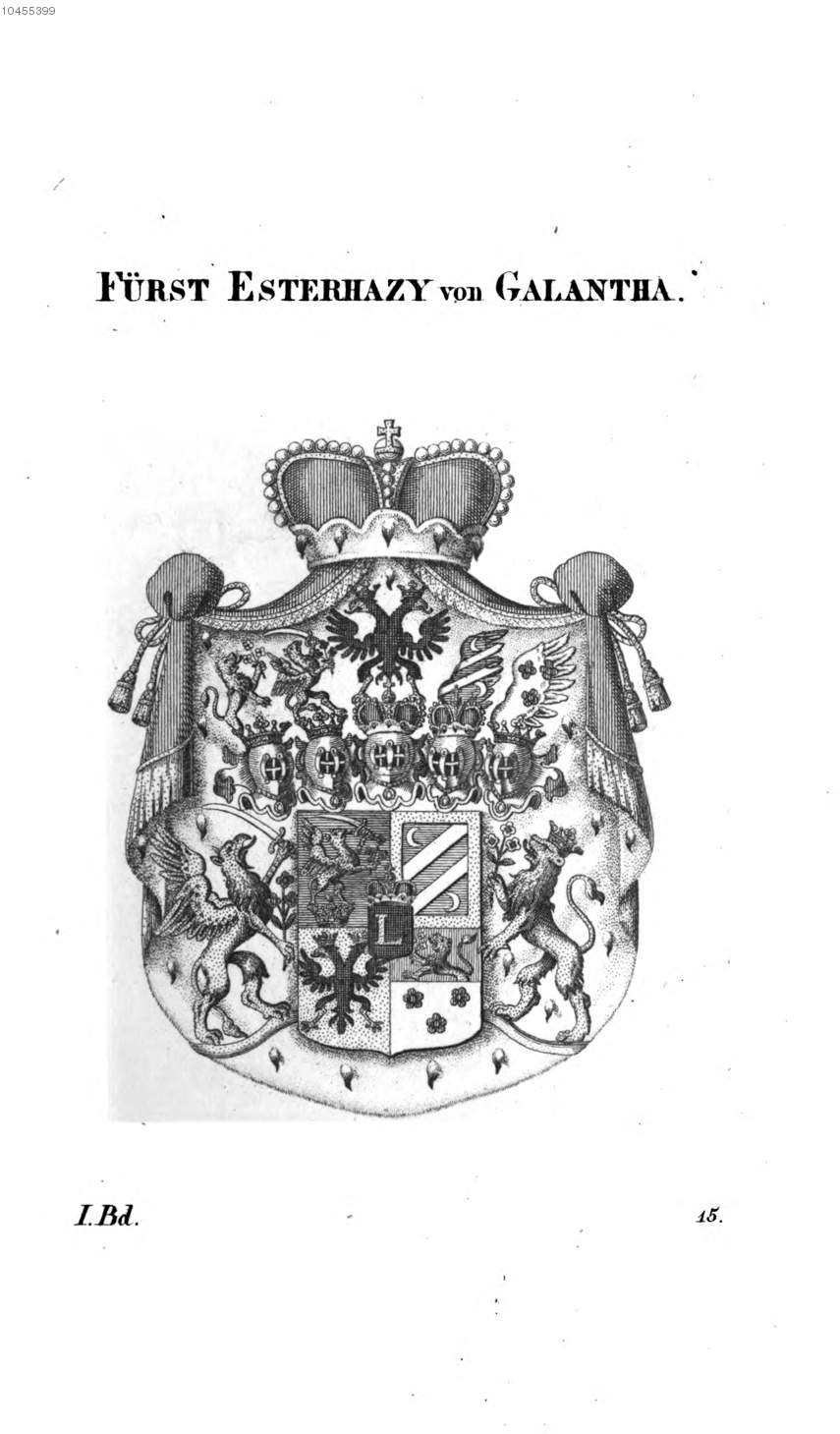
Erweiterung des fürstlich-esterházyschen Wappens um die Grafschaft Edelstetten und den doppelköpfigen Reichsadler des HRR

Das Stammwappen zeigt in Blau auf goldener Blätterkrone stehend einen gekrönten goldenen Greif, in der rechten Kralle einen Säbel schwingend, in der linken drei rote Rosen an grünen Stängeln haltend. Auf dem Helm mit blau-goldenen Decken der Greif wachsend. 
Mit der Erhebung Paul Esterházys in den Fürstenstand wurde 1687 das neue fürstliche Wappen durch Kaiser Leopold I. bestätigt. Es ist geviertet mit einem schwarzen Mittelschild, darin ein goldenes L (Initiale des Kaisers). In Feld 1 und 4 in Blau einwärts der gekrönte Greif mit Krummsäbel und Rosen. In den Rot und Silber geteilten Feldern 2 und 3 ein oben aus der Mitte wachsender, einwärts gekehrter, gekrönter goldener Löwe, in der erhobenen Linken drei weiße Rosen (Übernahme des Nyáry-Wappens), unterhalb drei rote Rosen (Übernahme des Thurzó-Wappens).  Durch die Erhebung der Reichsgrafschaft Edelstetten zu einer gefürsteten Reichsgrafschaft im Jahr 1804 erfolgte auch eine Aufbesserung des fürstlichen Wappens, wobei das Wappen der gefürsteten Grafschaft Edelstetten und der doppelköpfige Reichsadler des HRR inkludiert wurden.

## Bekannte Familienmitglieder
- Ferenc Esterházy de Galántha (1533–1604)

Stammbaum der Fürsten Esterházy

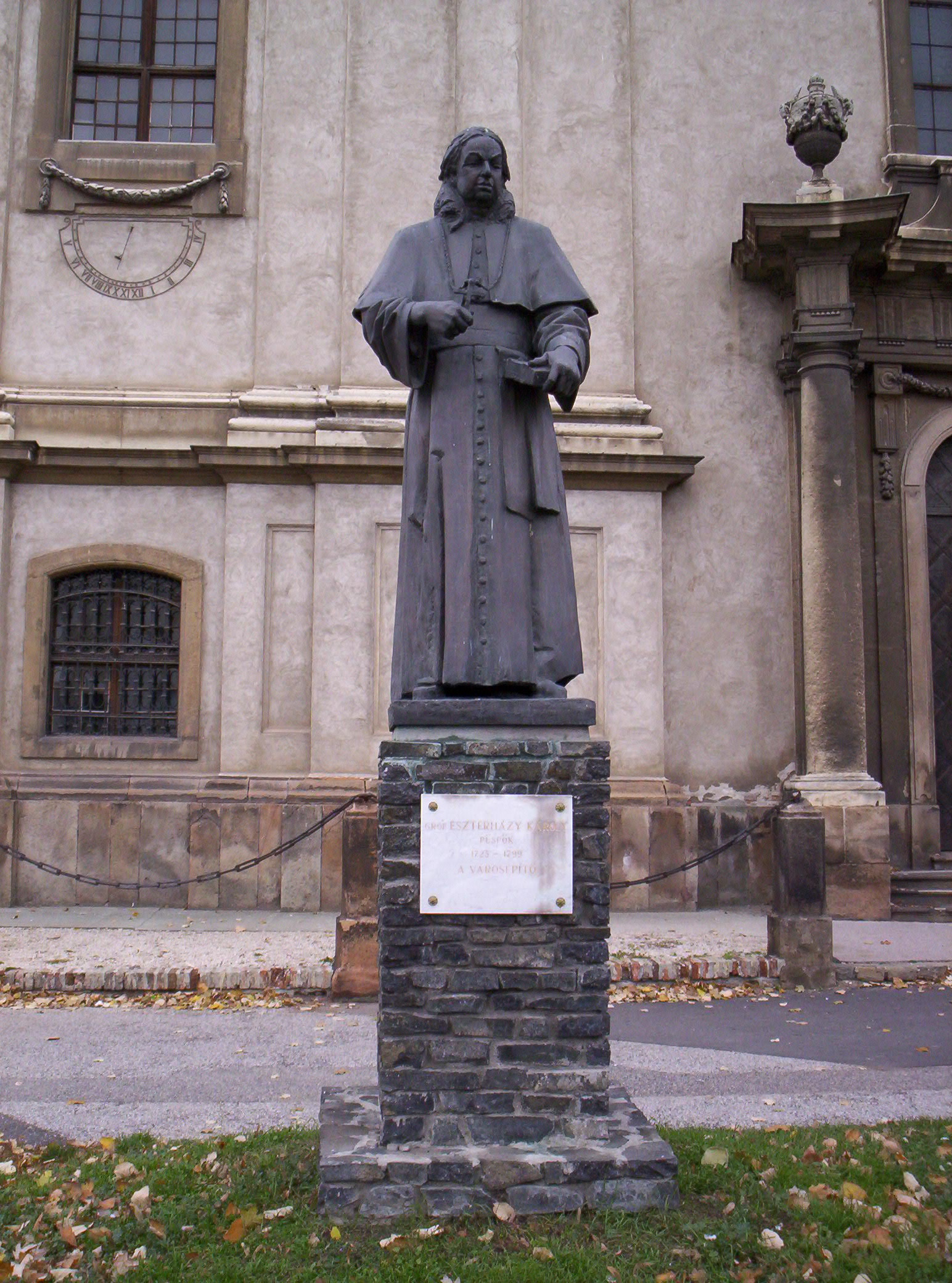
Statue des Bischofs Karl Eszterházy vor der von ihm erbauten St.-Stephans-Kirche in Pápa

- Baron, später Graf Nikolaus Esterházy de Galántha (1583–1645)
- Graf Ladislaus Esterházy de Galántha (1626–1652)
- Graf, später Fürst Paul I. Esterházy de Galántha (1635–1713)
- Graf Imre (Emmerich) II. Esterházy de Galántha (1663–1745)
- Fürst Michael Esterházy de Galántha (1671–1721)
- Graf Joseph Esterházy de Galántha (1682–1748)
- Fürst Joseph Esterházy de Galántha (1688–1721)
- Fürst Paul II. Anton Esterházy de Galántha (1711–1762)
- Joseph Esterházy (1714–1762) (1714–1762), kaiserlich-österreichischer General
- Fürst Nikolaus I. Esterházy de Galántha (1714–1790)
- Bischof Karl Eszterházy (1725–1799)
- Fürst Anton (I.) Esterházy de Galántha (1738–1794)
- Gräfin Maria Ernestine Esterházy (1754–1813)
- Fürst Nikolaus II. Esterházy de Galántha (1765–1833)
- Fürstin Maria Josepha Hermengilde Esterházy de Galantha (1768–1845)
- Fürst Paul III. Anton Esterházy de Galántha (1786–1866)
- Gräfin Sophie Esterházy von Galántha (1798–1869)
- Johanna von Esterházy (1798–1880), österreichische Harfenistin und Mäzenatin
- Casimir Esterházy (1805–1870), Politiker, k.k. Kämmerer
- Caroline Esterházy (1811–1851), Pianistin und Muse Franz Schuberts
- Graf Moritz Esterházy de Galántha (1807–1890)
- Fürst Nikolaus III. Esterházy de Galántha (1817–1894)
- Kálmán Esterházy (Kálmán Graf Esterházy von Galántha; 1830–1916), ungarischer Politiker, Obergespan und Feldwebel
- Graf Miklós Esterházy de Galántha (1839–1897)
- Fürst Paul IV. Esterházy de Galántha (1843–1898)
- Fürst Nikolaus IV. Esterházy de Galántha (1869–1920)
- Graf Moritz Esterházy de Galántha (1881–1960)
- Fürst Paul (V.) Esterházy de Galántha (1901–1989)
- Graf János Esterhazy de Galántha (1901–1957)
- András Béla Péter Hubert Esterházy de Galántha (1913–1984)
- Melinda Esterházy de Galántha (1920–2014)
- Anton II. Esterházy de Galántha (* 1936)
- Péter Esterházy de Galántha (1950–2016), Schriftsteller
- Márton Esterházy (* 1956), Fußballspieler, WM-Teilnehmer 1986, Bruder des Schriftstellers Péter Esterházy
- János Graf Esterházy de Galántha (* 1951), deutscher Großhospitalier des Malteserordens
- Paul Esterházy de Galántha (* 1955), österreichischer Dramaturg und Regisseur
- Mathis Esterházy (* 1958), österreichischer Künstler und Designer
- Christine Esterházy (* 1959), deutsche Opern- und Konzertsängerin
- Paul VI. Anton Esterházy de Galántha, Sprecher der Familie (* 1986)

## Schlösser und Burgen
Unzählige Baumeister, Architekten und anderweitige Künstler standen über Jahrhunderte im Dienste der Familie, die deren Fleiß und Talent zur Prachtentfaltung nutzten und weltweit bekannt machten. So entstanden weit über 60 Schlösser, mehrere Kirchen, etliche Schulen und Pensionshäuser, verteilt auf sämtliche Staaten der ehemaligen K.u.k.-Monarchie.

### Ungarn
- Burg Csesznek in Csesznek (1635–1945)
- Schloss Csákvár in Csákvár (1778–1945)
- Schloss Esterházy in Fertőd (1681–1945)
- Schloss Pápa in Pápa (1626–1945)
- Schloss Tata in Tata (1727–1945)

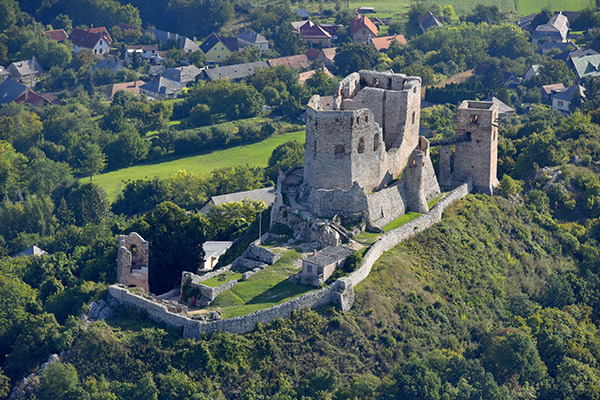
Burg Csesznek
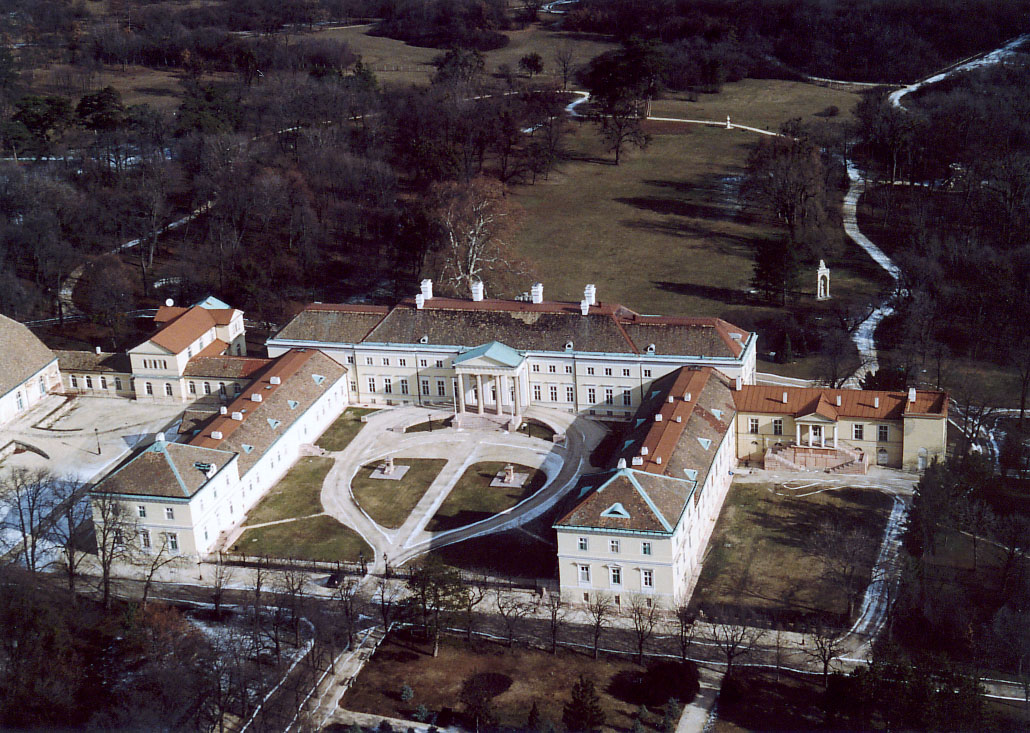
Schloss Csákvár
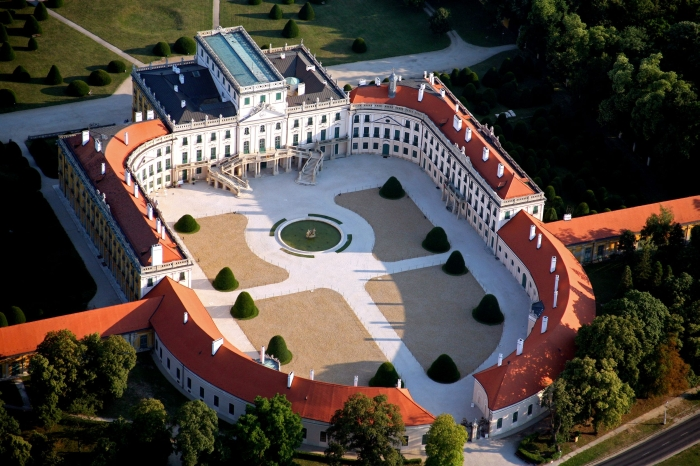
Schloss Esterházy in Fertőd
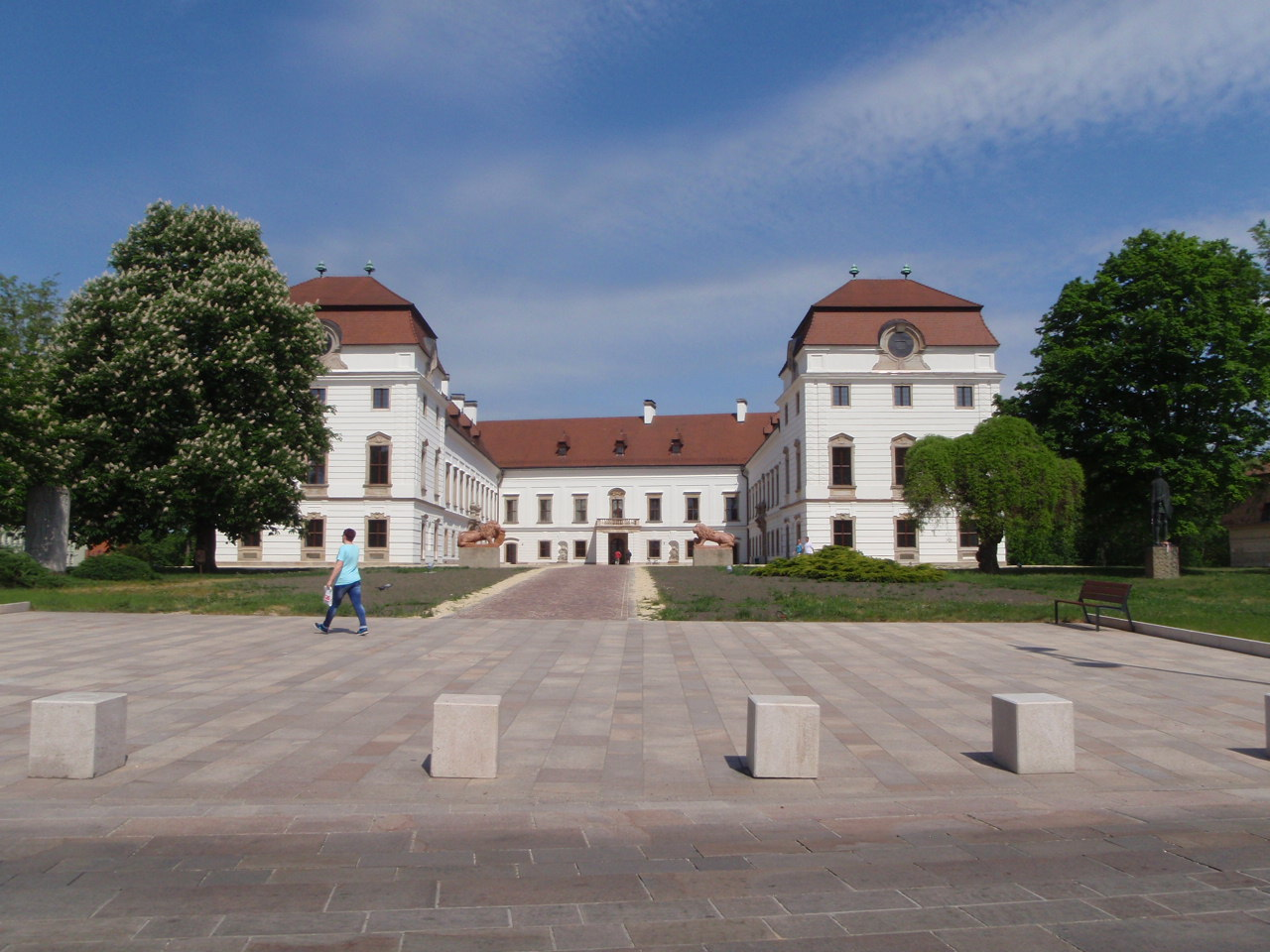
Schloss Pápa
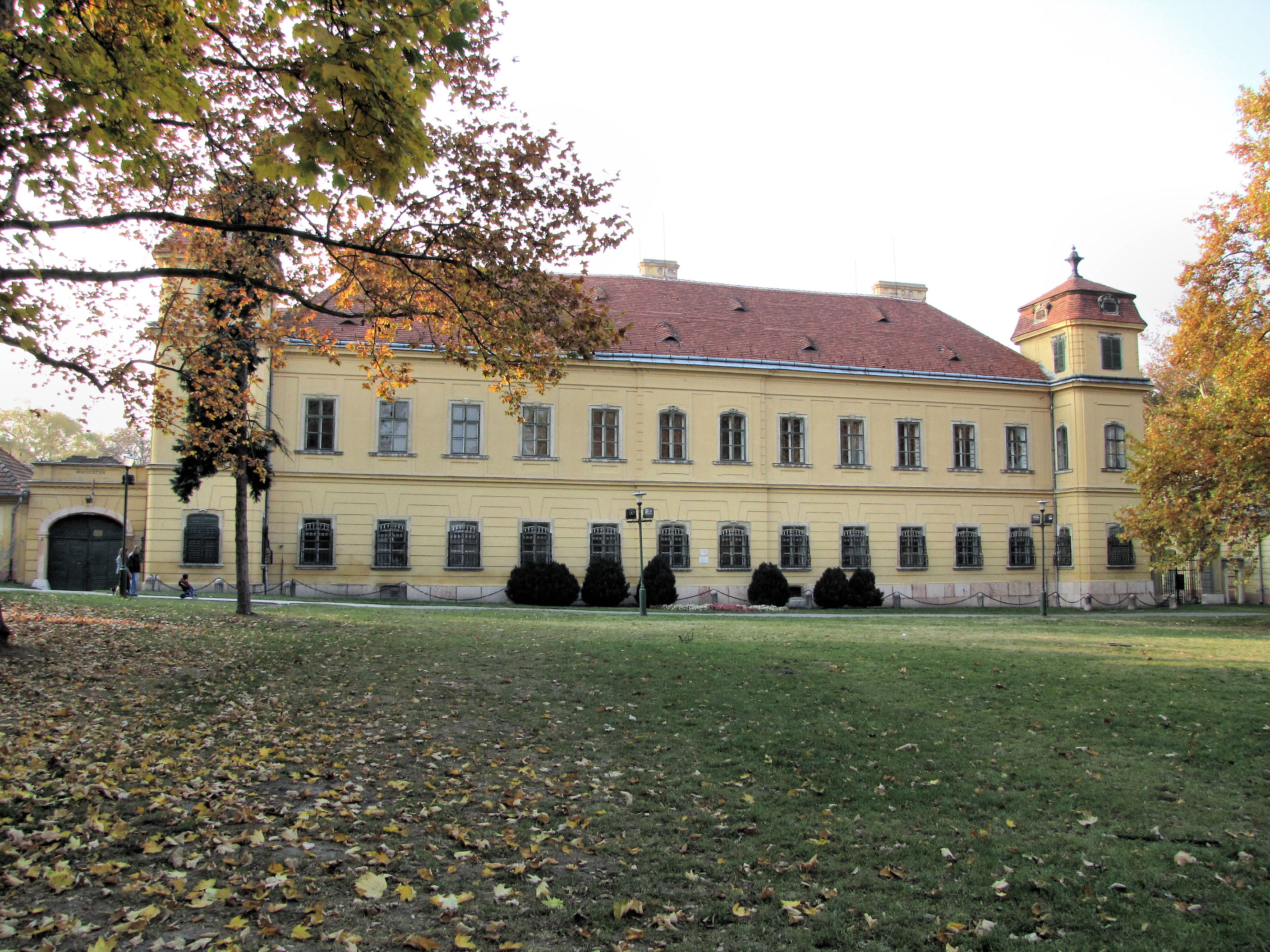
Schloss Tata

### Slowakei
- Erstes Stadtpalais Esterházy in Bratislava, Kapitulská ul. 6-8-10 (1658–1742)
- Zweites Stadtpalais Esterházy in Bratislava, Panská ul. 13, (1743–1870)
- Drittes Stadtpalais Esterházy in Bratislava, Námestie Ľudovíta Štúra – heute Teil der Slowakische Nationalgalerie (1870–1945)
- Schloss Bernolákovo in Bernolákovo (1712–1945), ungarisch Cseklész, deutsch Lanschütz
- Schloss Galanta in Galanta (1421–1945)
- Schloss Altsohl in Zvolen (17./18. Jh.)
- Schloss Želiezovce (Zseliz an der Gran) in Želiezovce (1612–1854)
- Palais Kutscherfeld in Bratislava war zeitweise im Besitz der Familie Esterházy

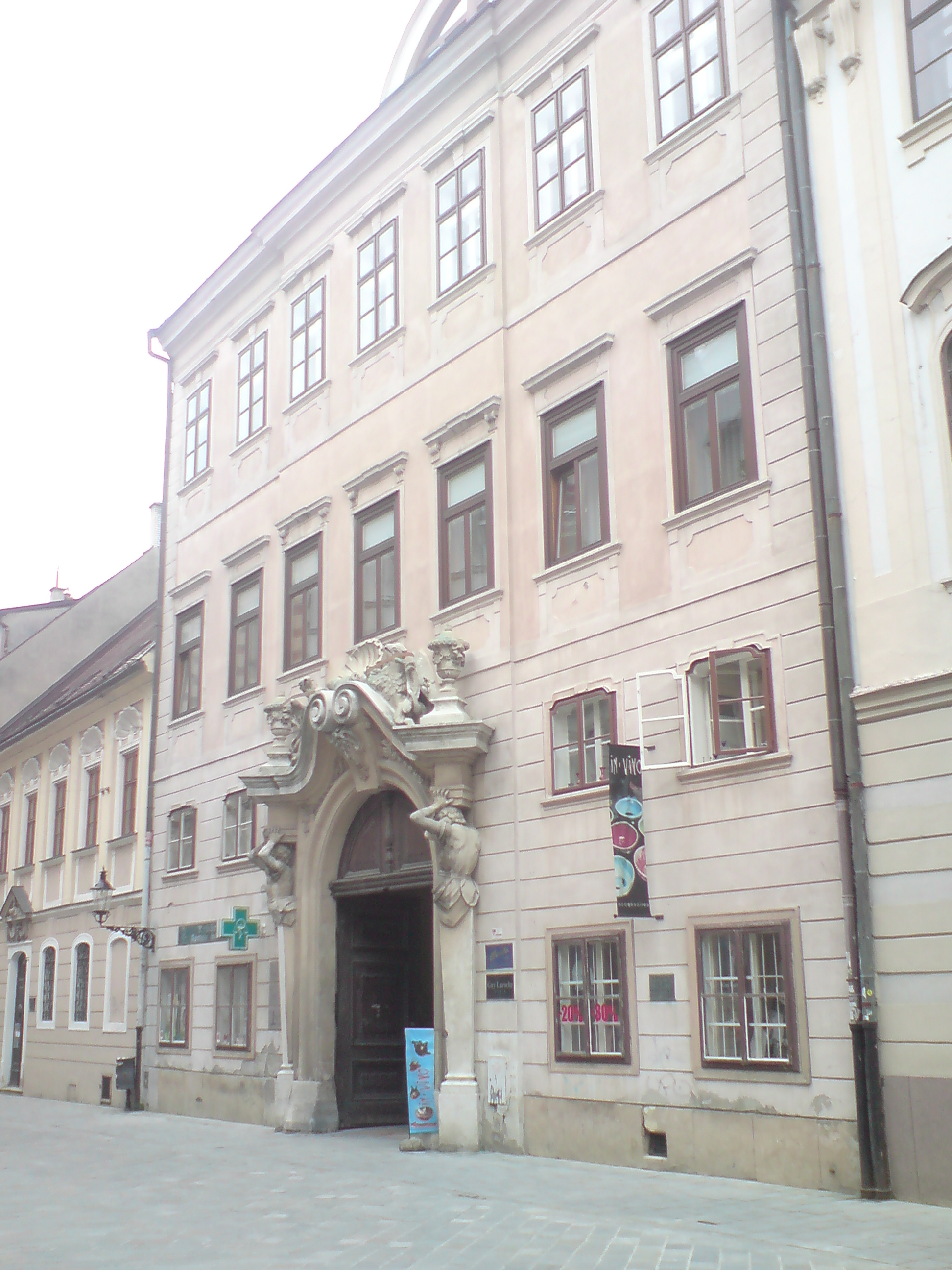
Zweites Stadtpalais Esterházy in Bratislava
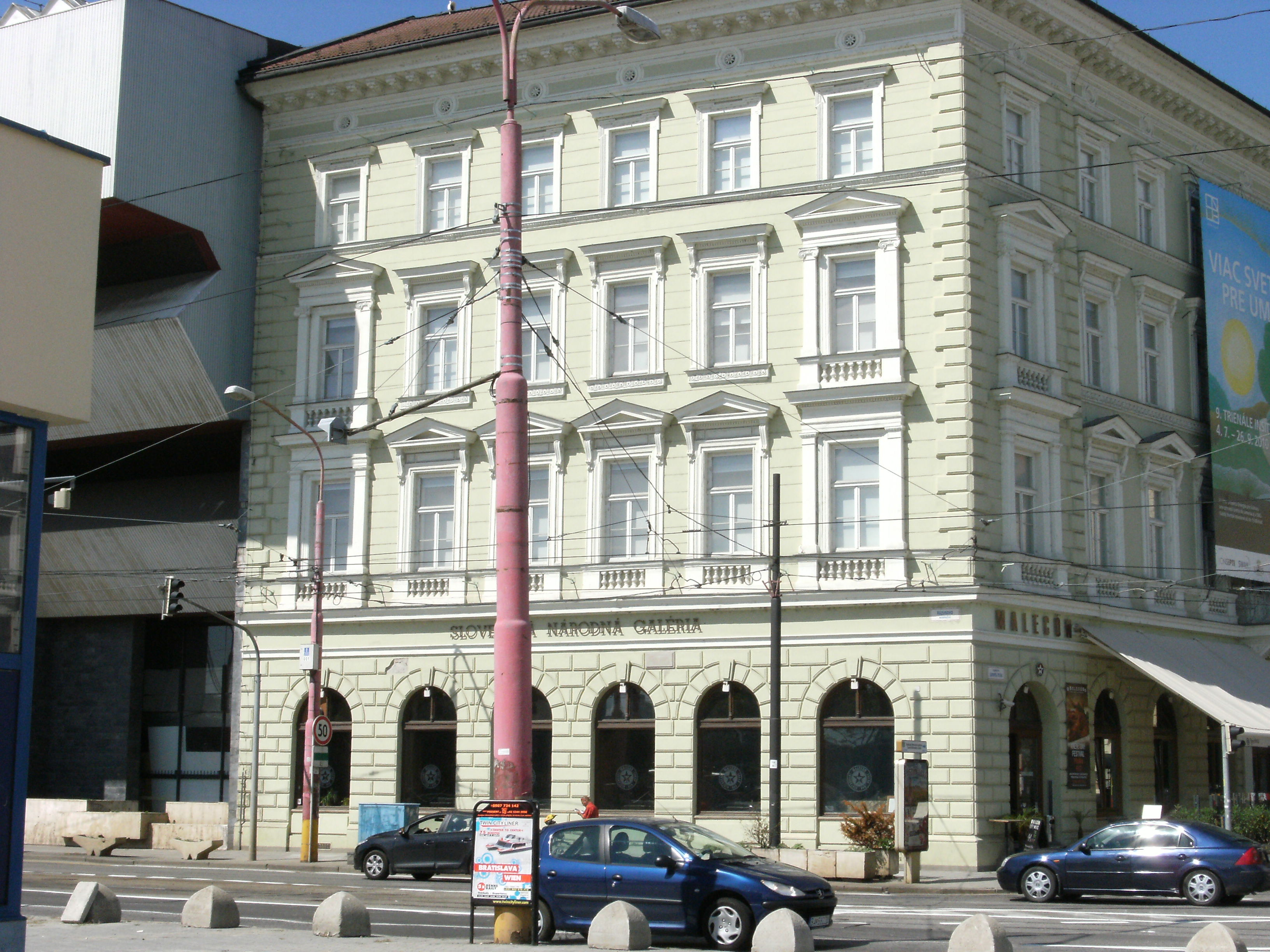
Drittes Stadtpalais Esterházy in Bratislava
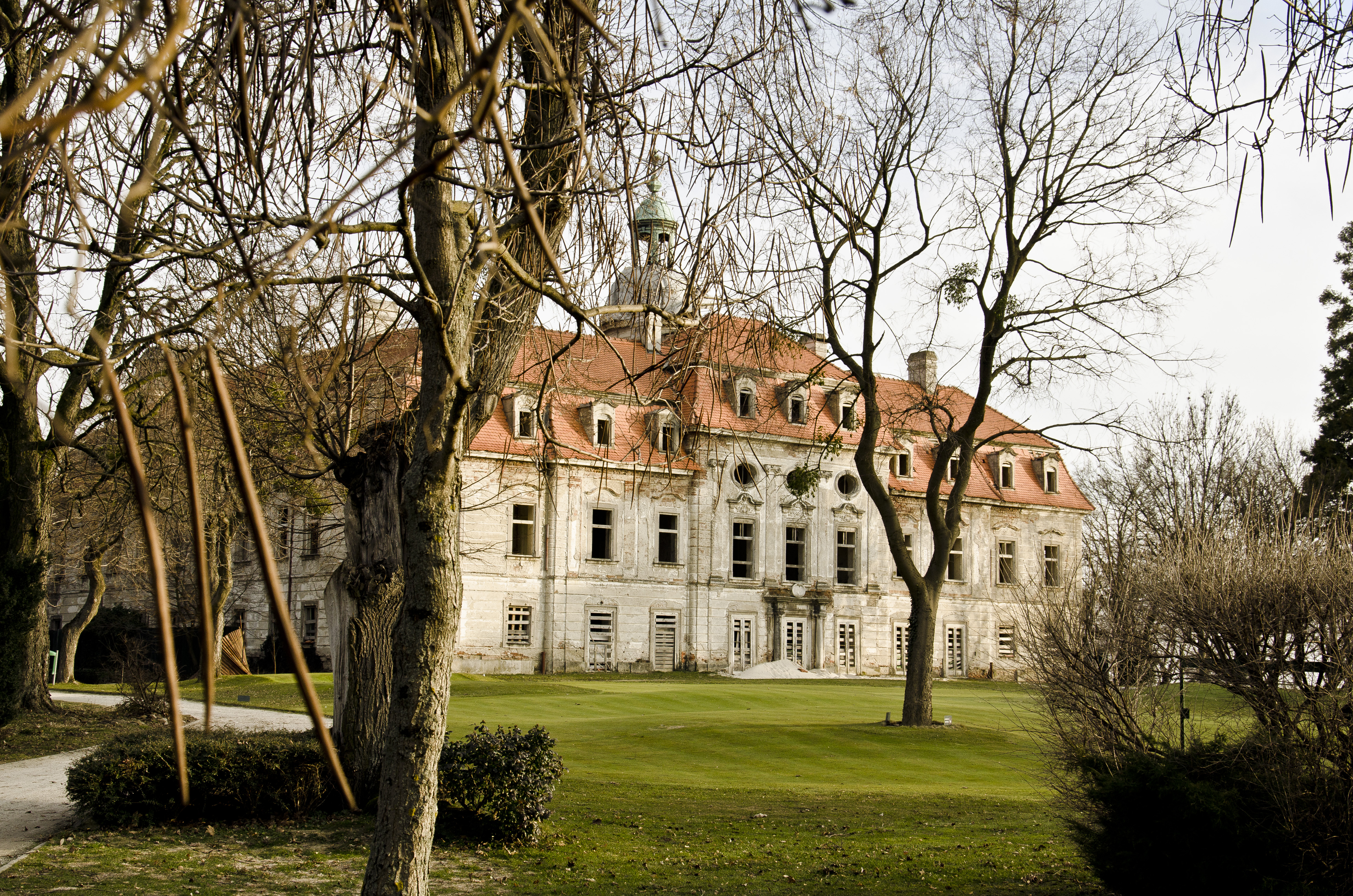
Schloss Bernolákovo
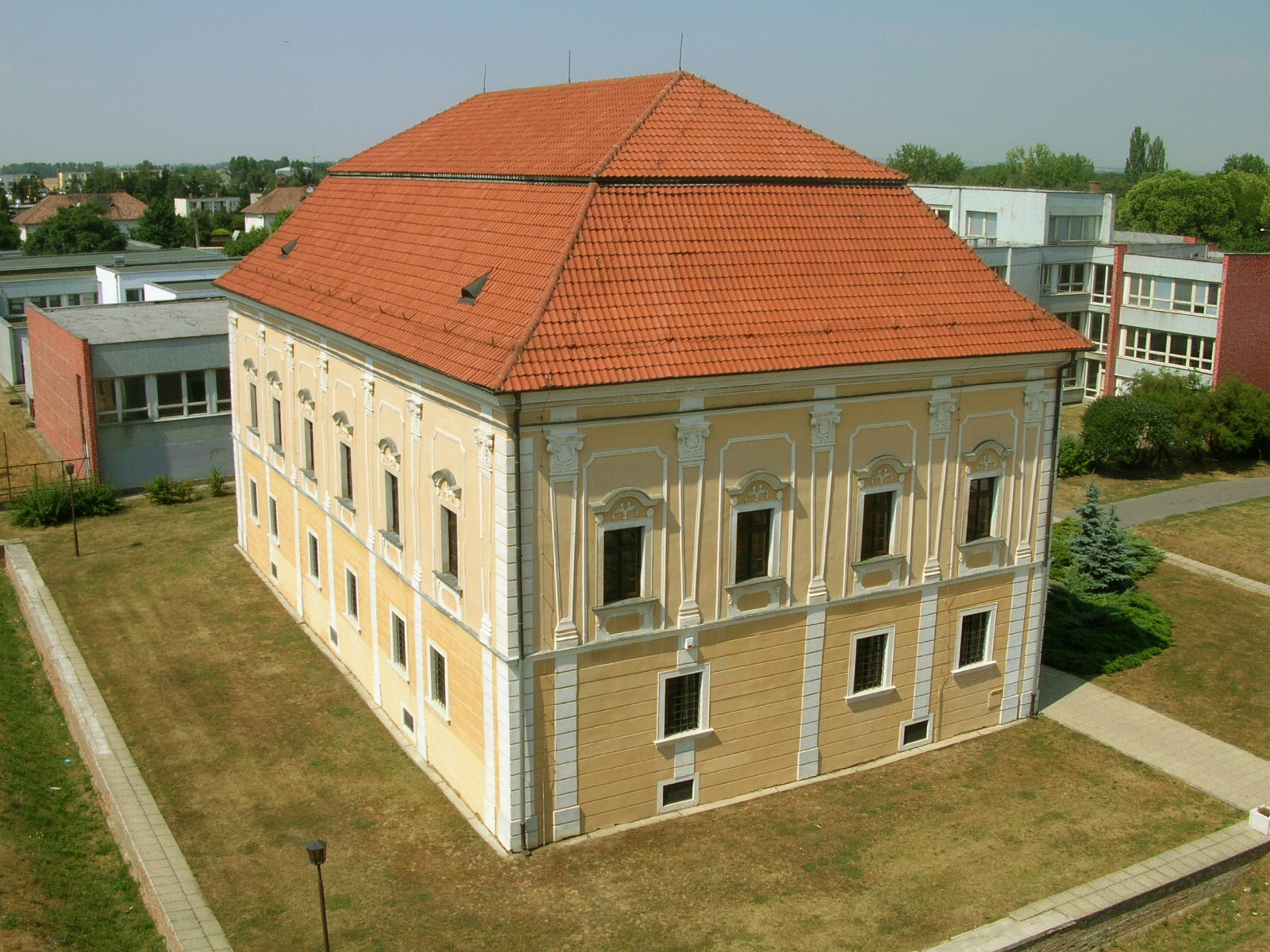
Schloss Galanta
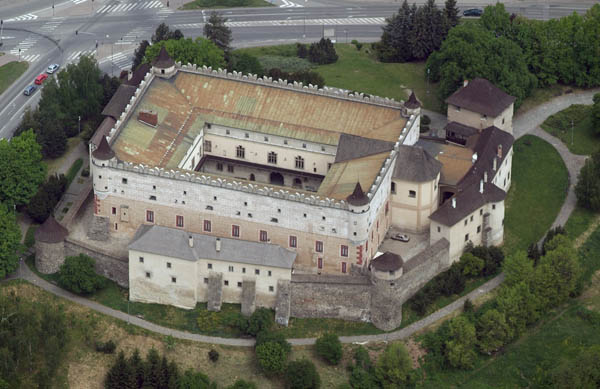
Schloss Altsohl
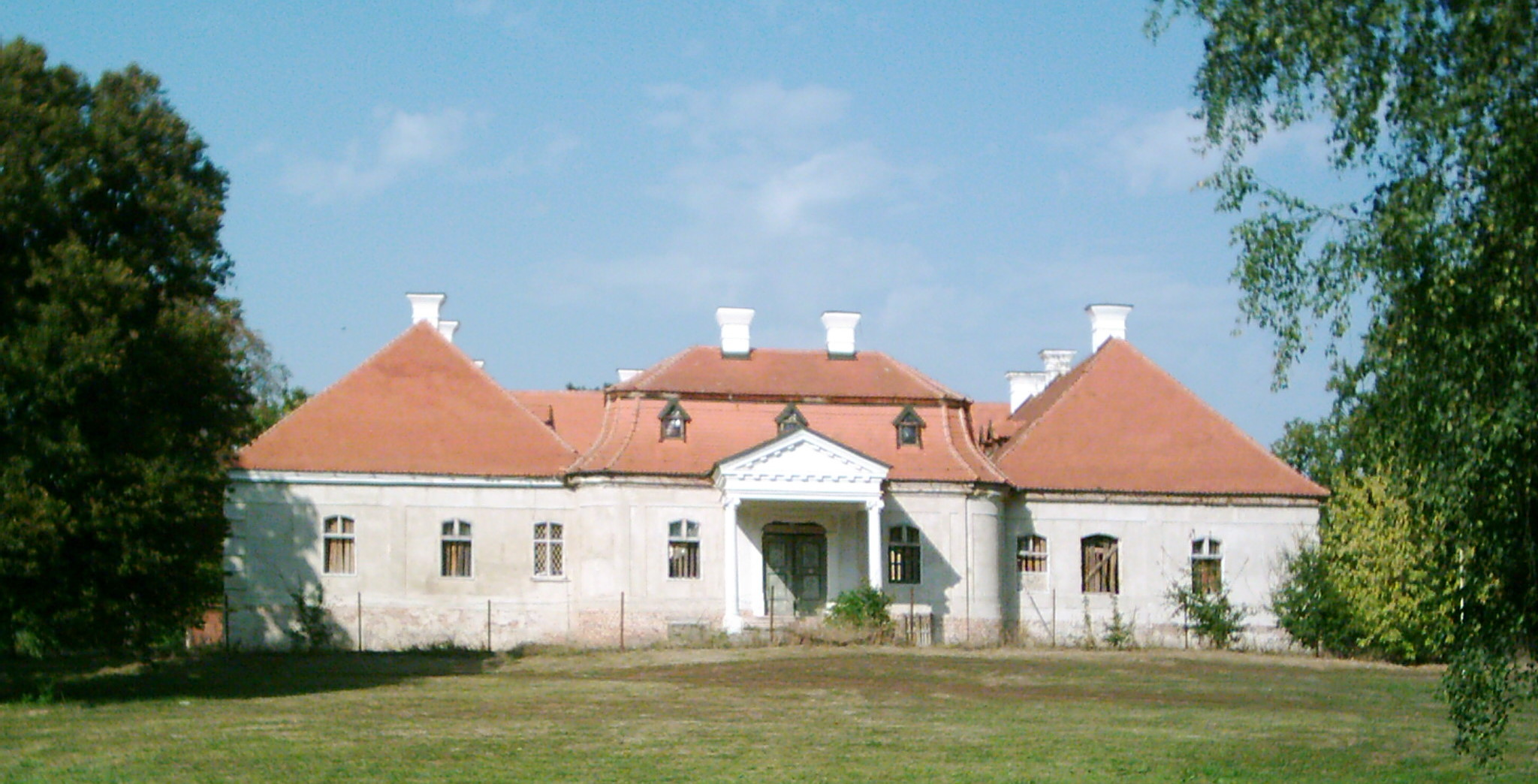
Schloss Želiezovce, Wirkungsort Franz Schuberts als Musiklehrer

### Österreich
- Schloss Esterházy in Eisenstadt, Burgenland (seit 1649 bis heute)
- Burg Forchtenstein in Forchtenstein, Burgenland (seit 1622 bis heute)
- Schloss Kobersdorf, Burgenland (1704–1963)
- Schloss Lackenbach, Burgenland (seit 1618 bis heute)
- Burg Lockenhaus, Burgenland (1676–1968)
- Schloss Pottendorf, Niederösterreich (1802–2005)
- Burg Schwarzenbach, Niederösterreich (seit 1680)
- Schloss Wiespach in Hallein, Salzburg (1878–1926)

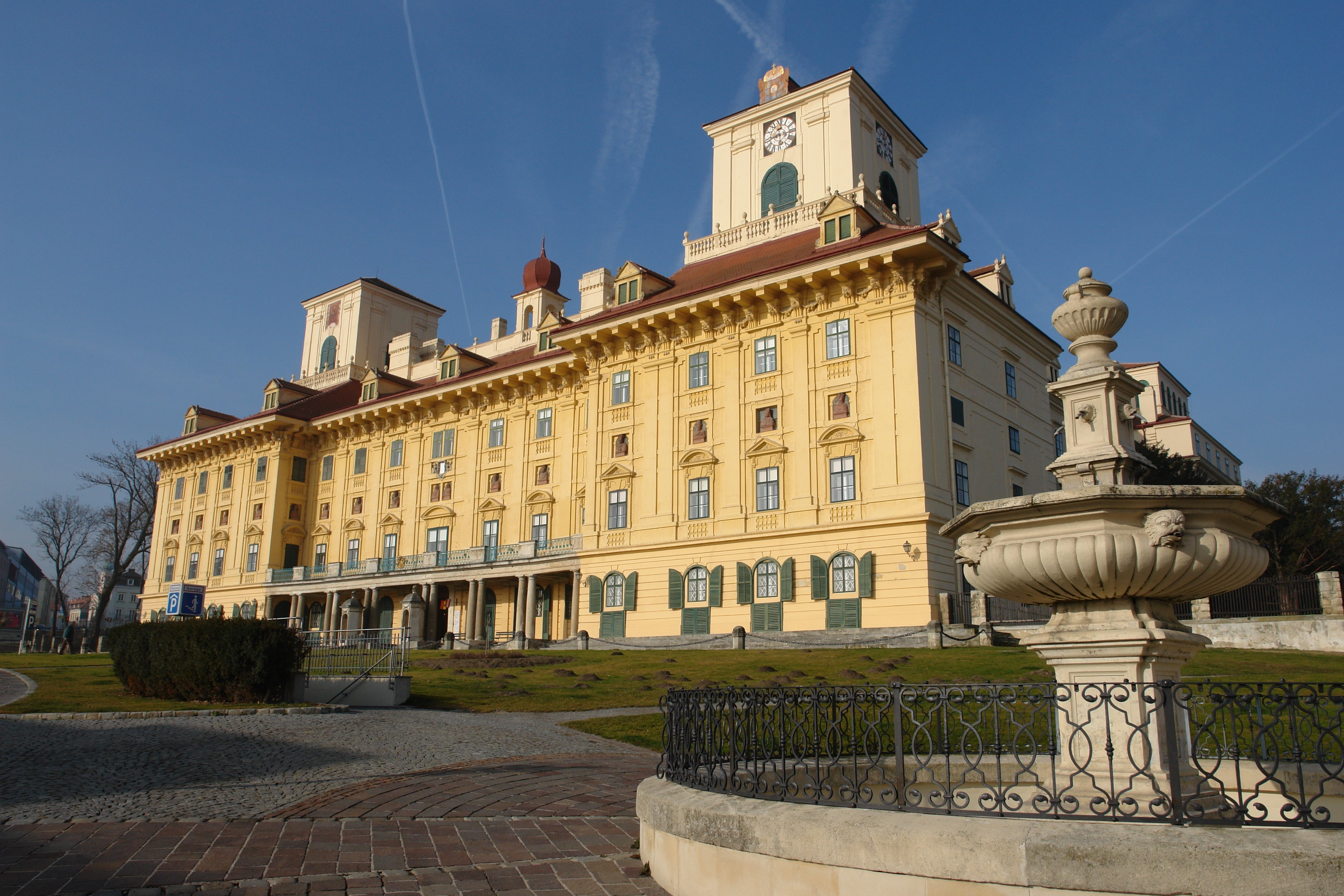
Schloss Esterházy in Eisenstadt
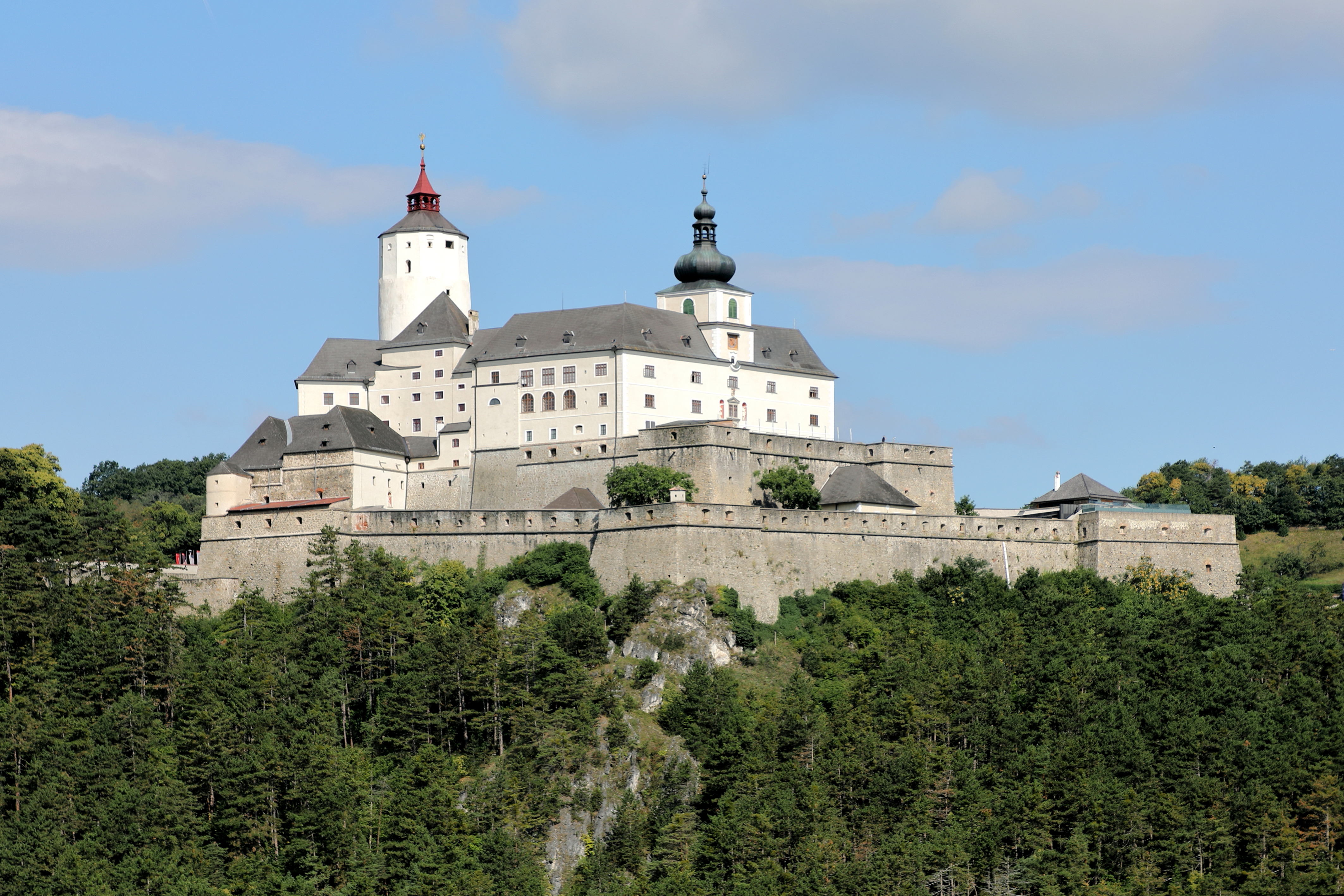
Burg Forchtenstein
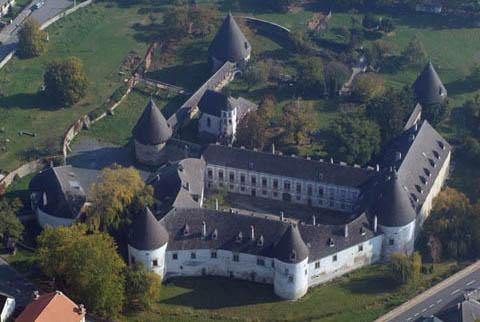
Schloss Kobersdorf
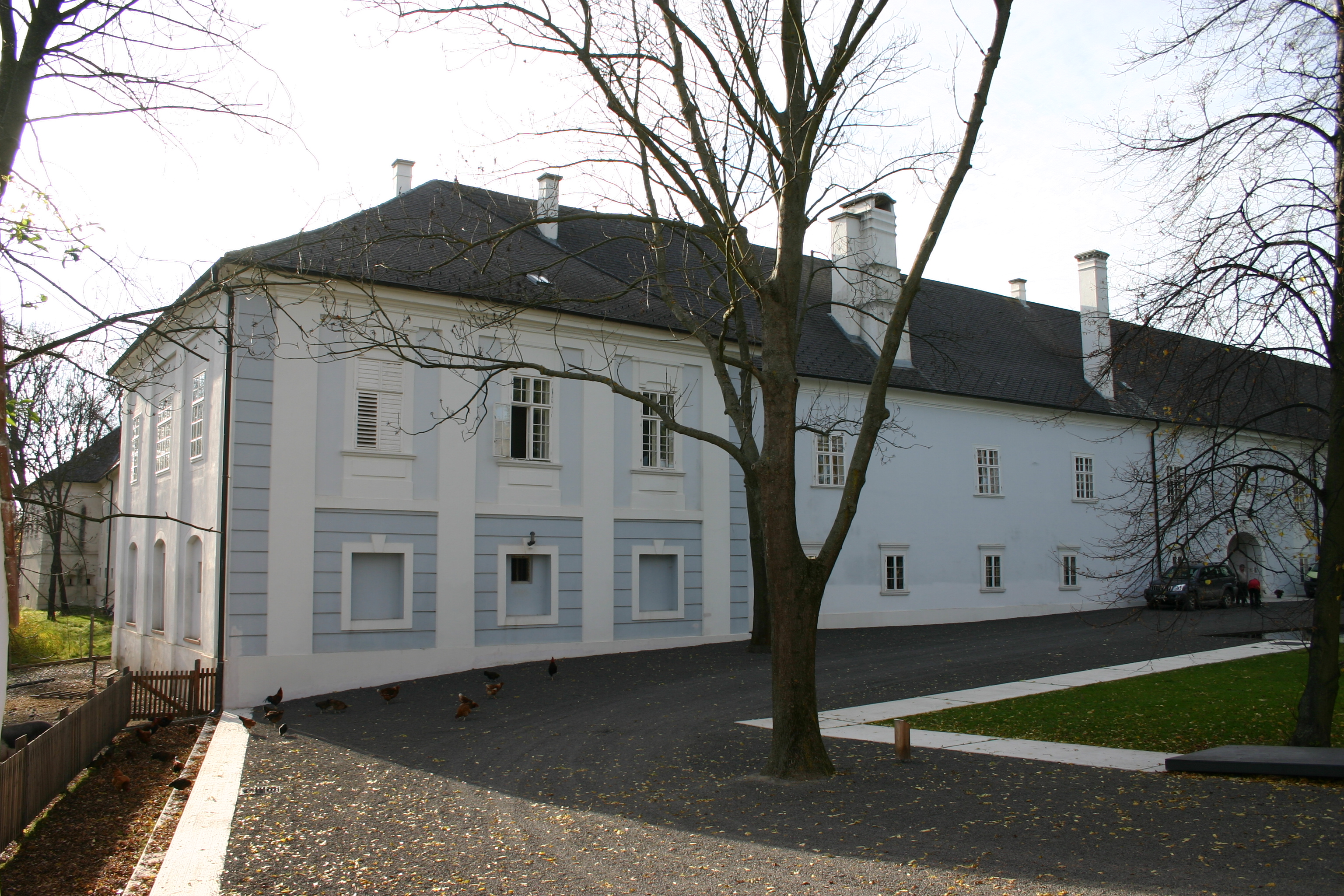
Schloss Lackenbach
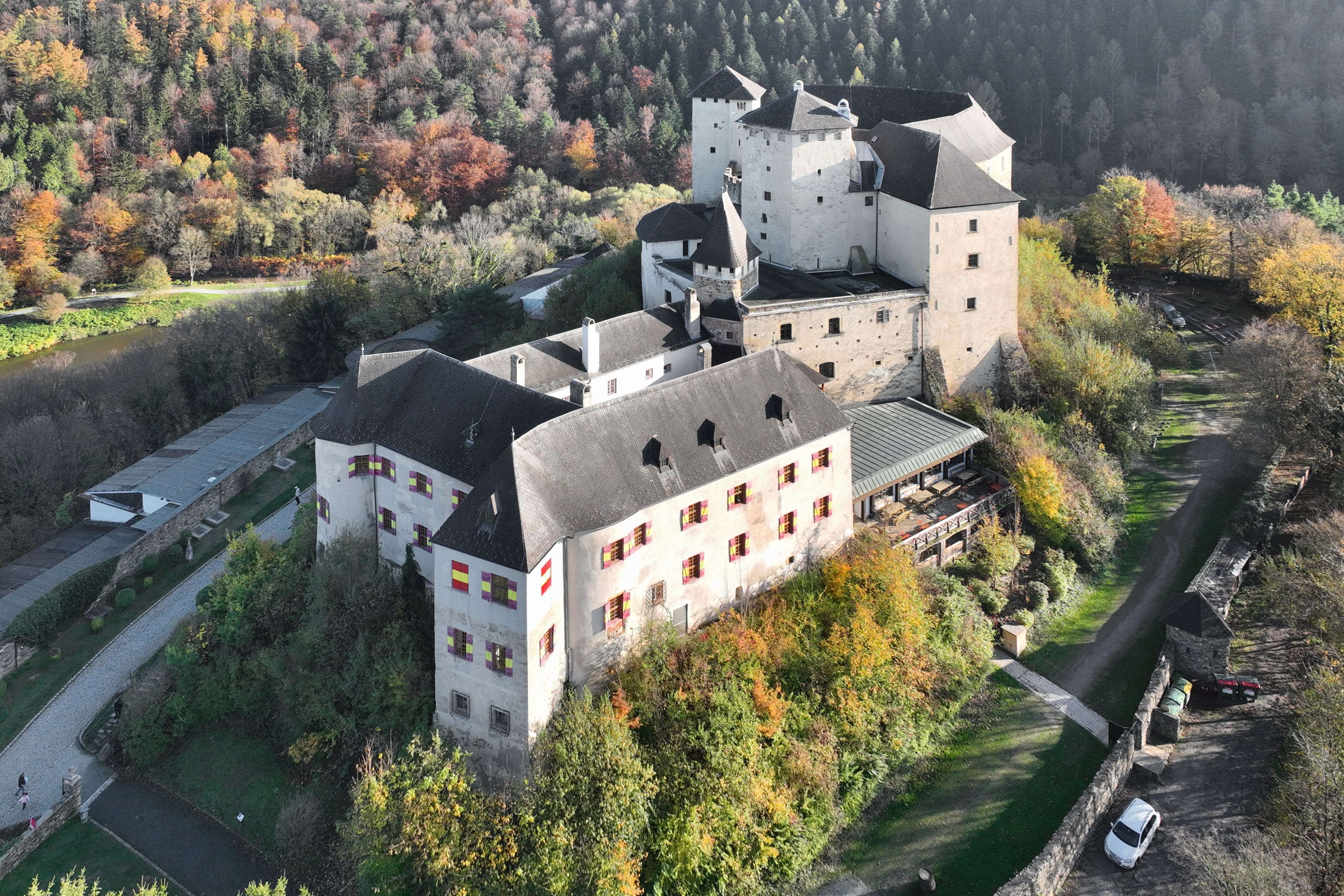
Burg Lockenhaus
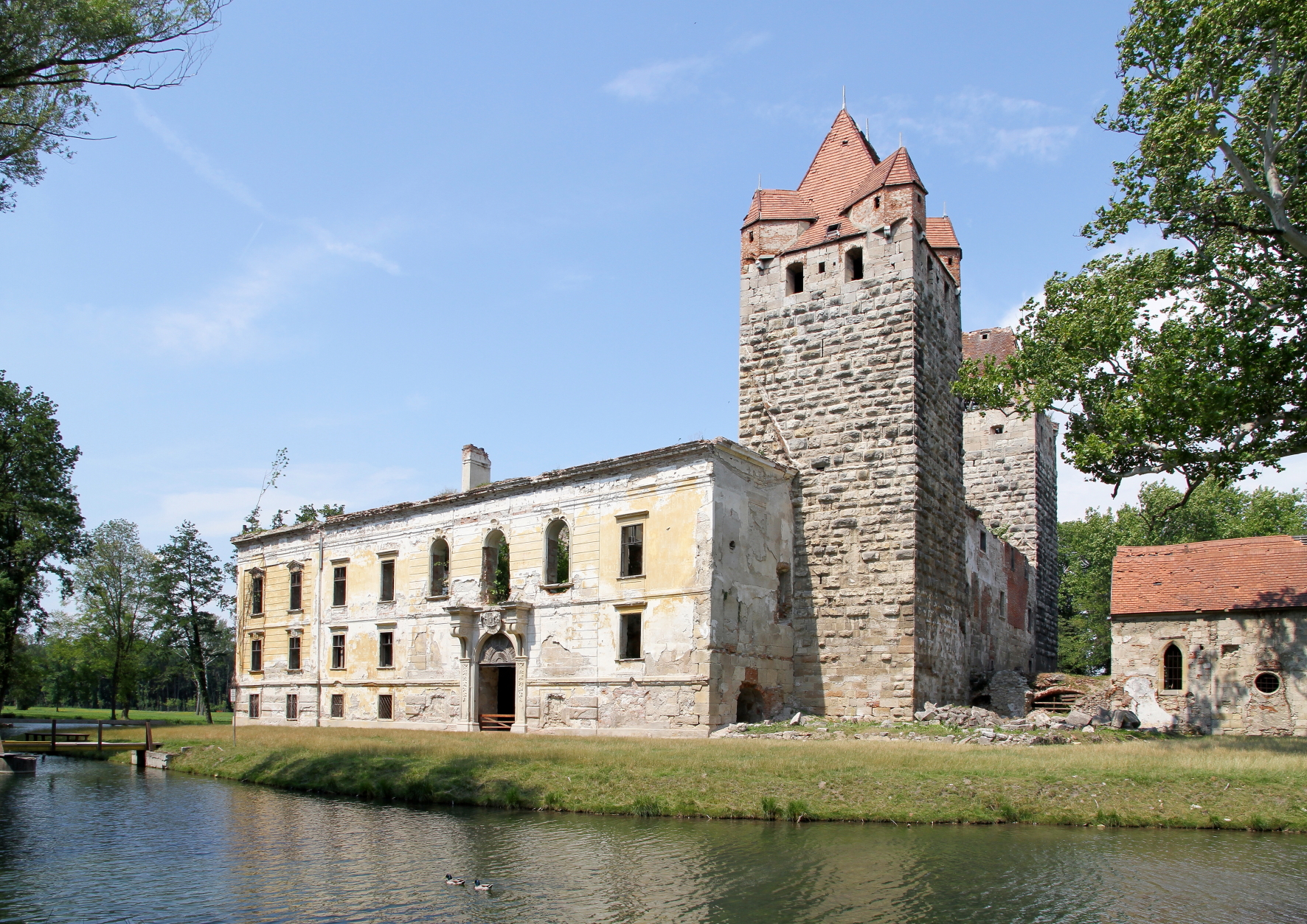
Schloss Pottendorf
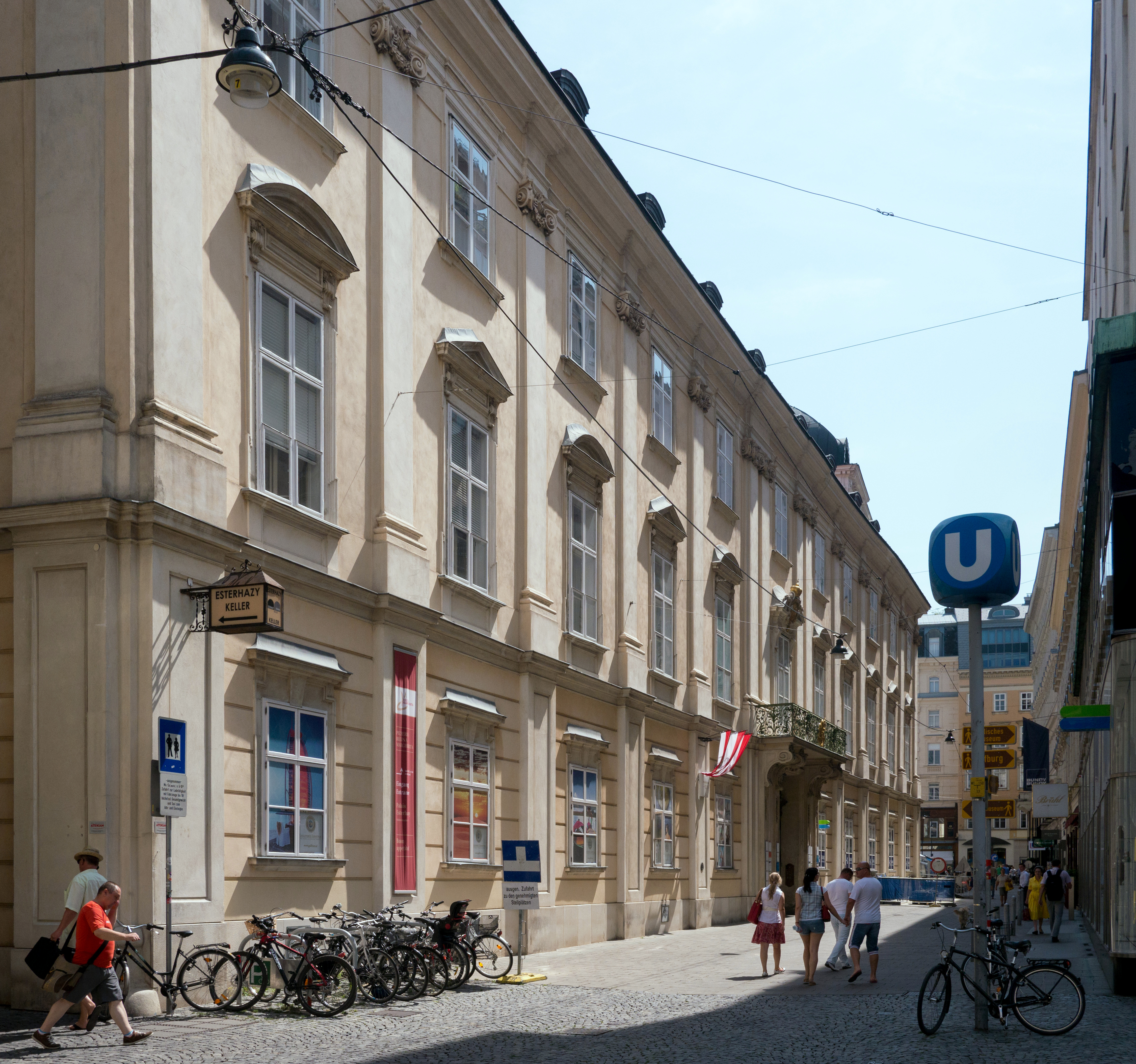
Palais der Fürsten Esterházy, Wien
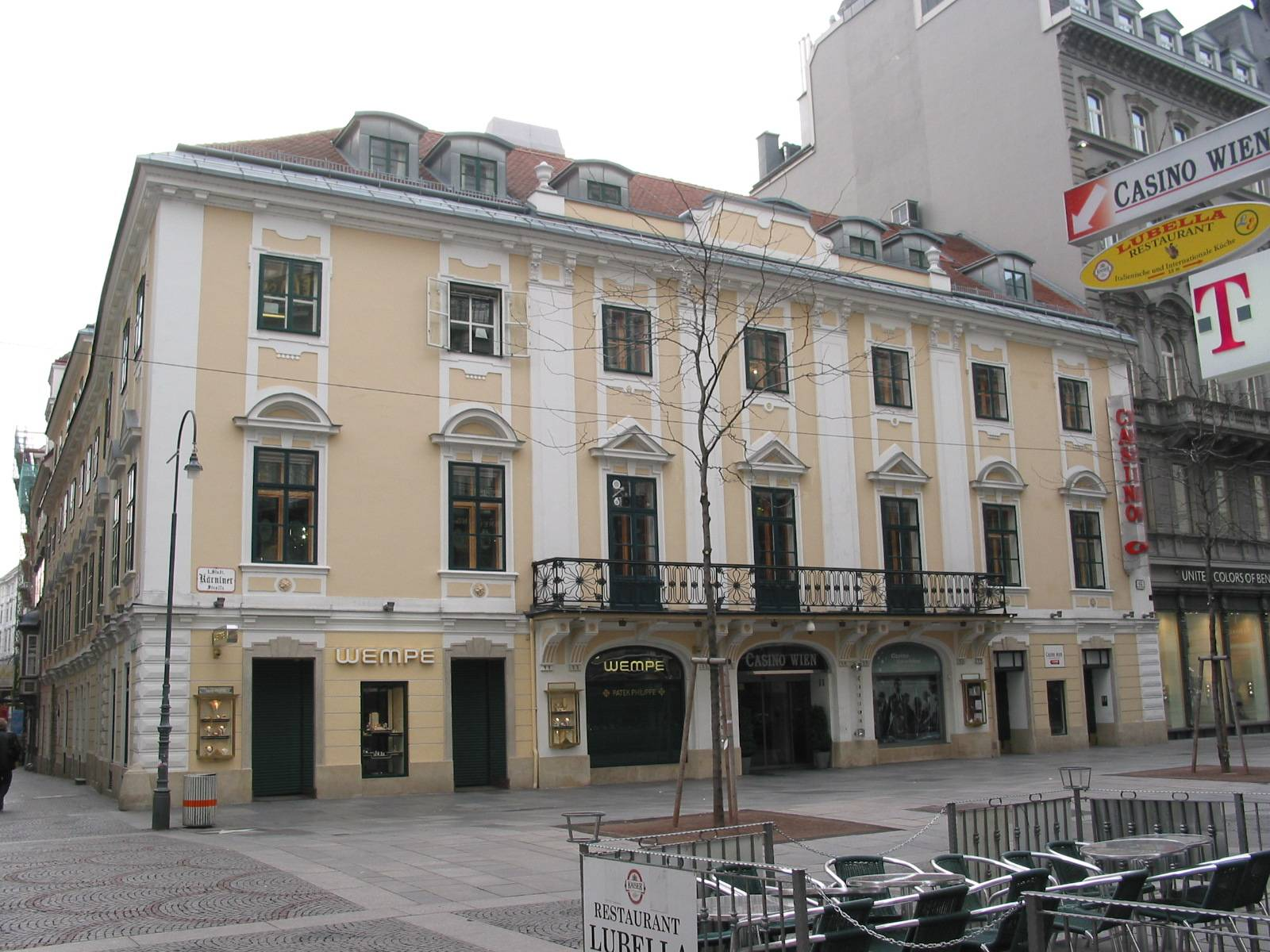
Palais des Grafen Esterházy, Wien

### Deutschland
- Schloss Nordkirchen, Westfalen (1833–1903)
- Schloss Edelstetten (ehemaliges Kloster), Bayern (seit 1804)
- Schloss Ering, Bayern (seit 1946)

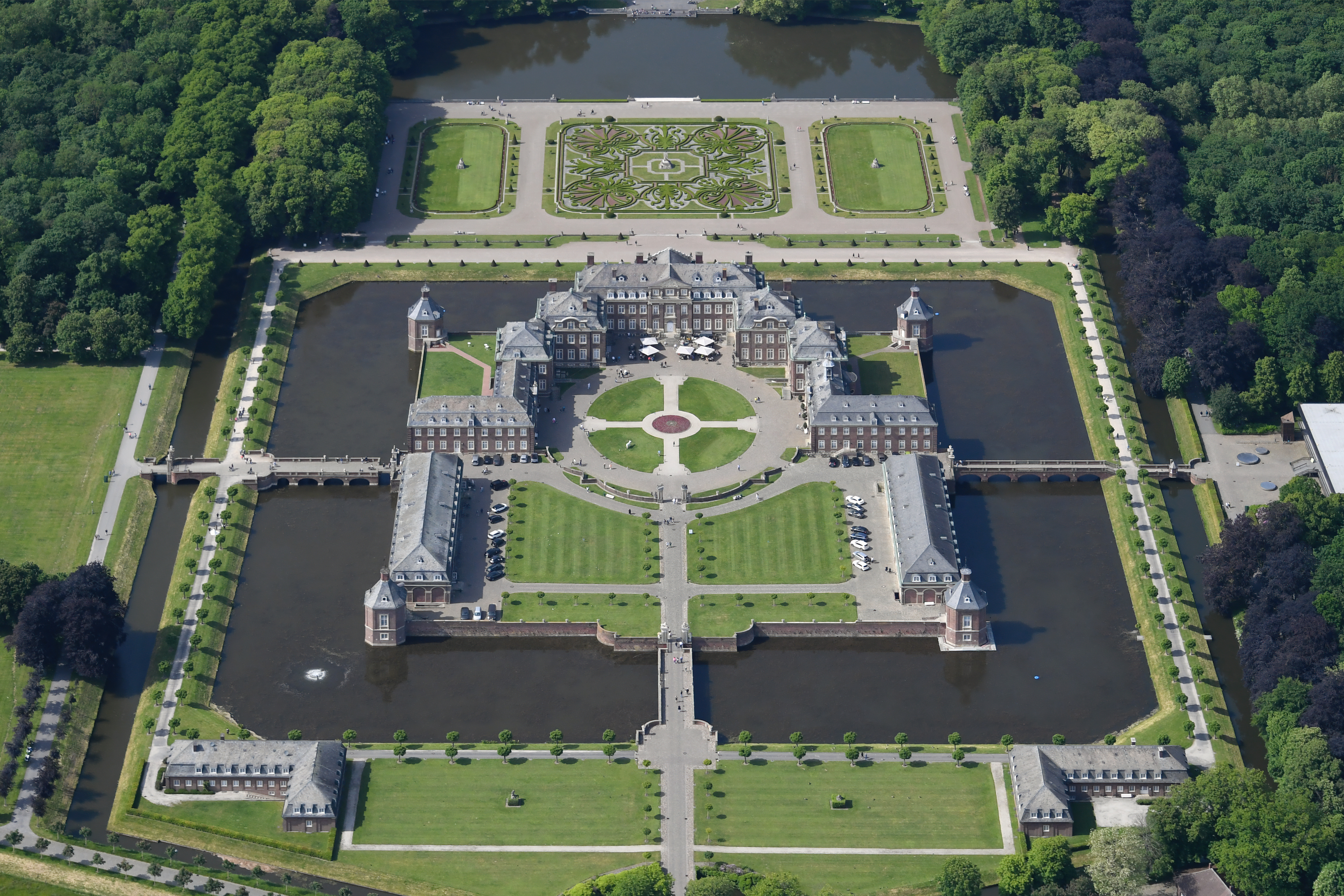
Schloss Nordkirchen, Westfalen
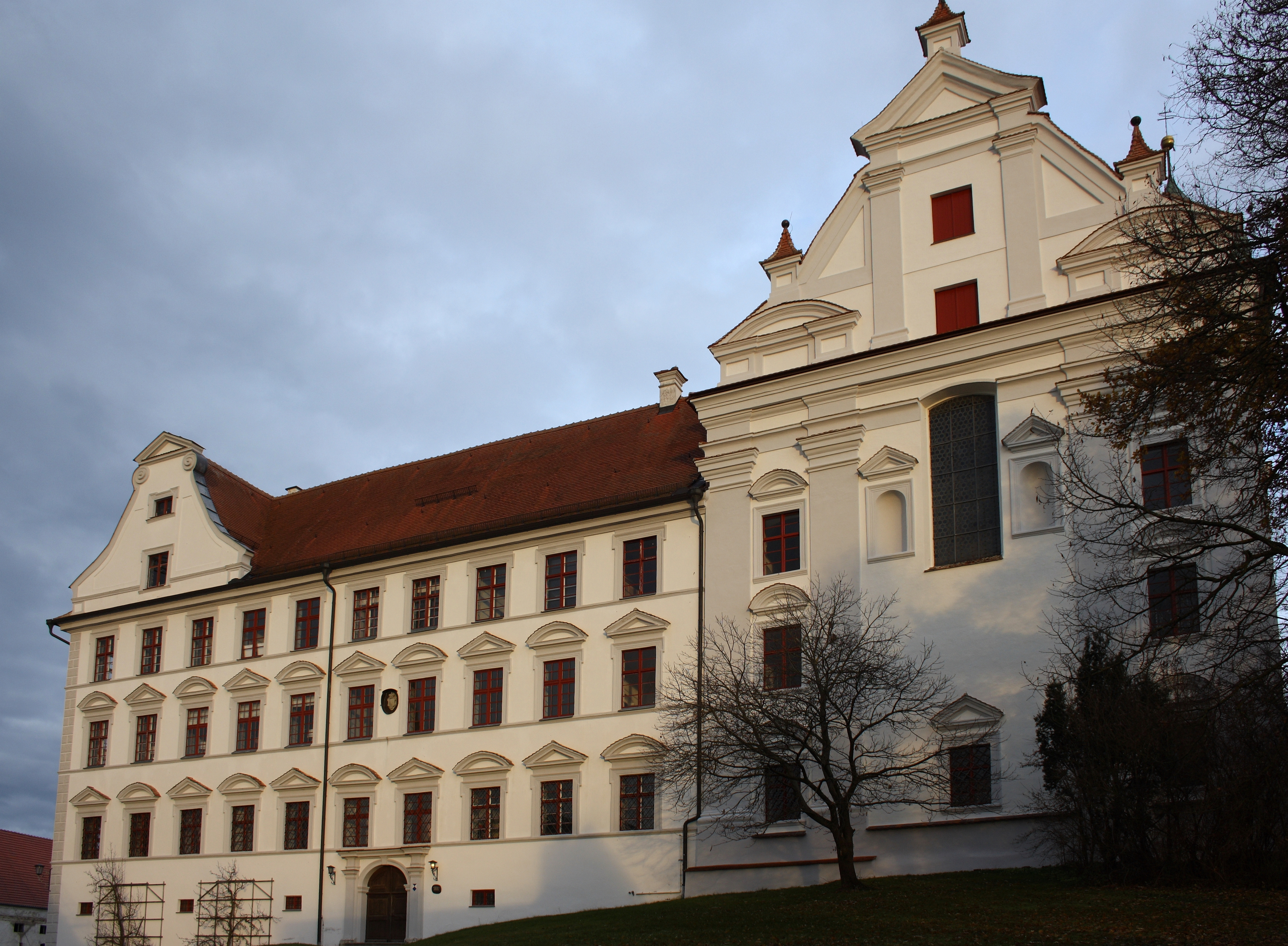
Schloss Edelstetten, Bayern
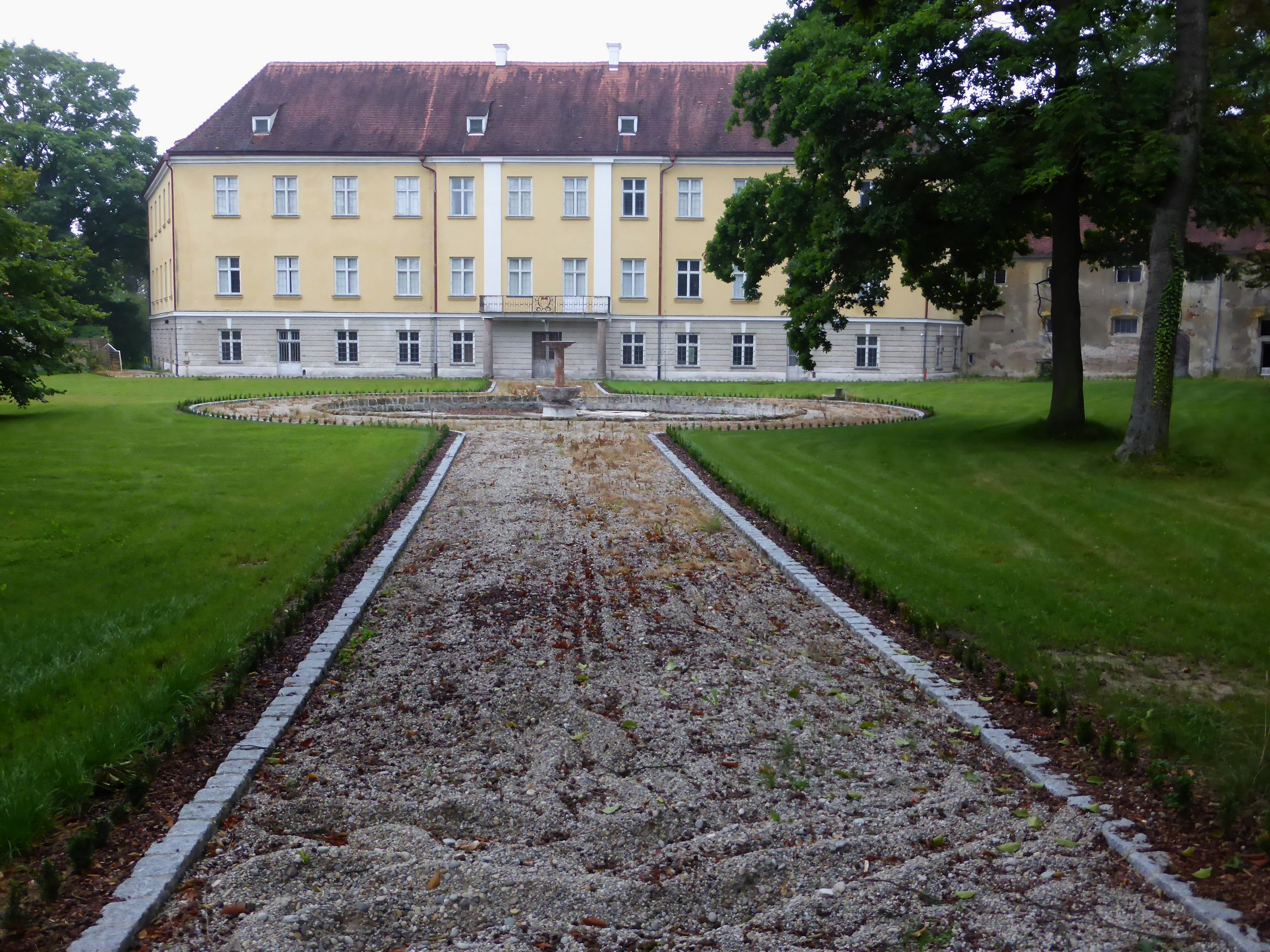
Schloss Ering, Bayern

## Sonstiges

### Förderer der Musik
Die Familie Esterházy ist auch bekannt für ihr kulturelles Engagement, vor allem jenes der Fürsten Paul II. Anton und insbesondere das von Nikolaus I. in den Jahren 1761 bis 1790. Im Auftrag der Fürsten schuf Joseph Haydn, der „Begründer“ der Wiener Klassik, in über 30 Jahren seine wichtigsten Werke. Neben Haydn förderte die Familie auch Wolfgang Amadeus Mozart und Ludwig van Beethoven.
Auch das Talent von Franz Liszt, dessen Vater in Esterházy-Diensten stand, wurde von der Familie entdeckt und gefördert. Franz Schubert war für die jungen Komtessen Caroline und Marie (gräfliche Linie) als Klavierlehrer tätig.
Die Esterházys können (zusammen mit den Grafen Waldstein und Lichnowsky) als wohl bedeutendste Förderer der Wiener Komponisten bezeichnet werden.

### Trivia
Nach der Familie wurden in Österreich-Ungarn mehrere Speisen benannt:
- eine Torte mit Buttercreme und Marzipan (siehe: Esterházy-Torte)
- eine Beilage aus Porree, Sellerie und Wurzelgemüse (siehe: Esterházy-Gemüse)
- verschiedene Fleischgerichte, wie z. B. der Esterházy-Rostbraten oder das Esterházy-Steak; Zutaten sind Julienne (Streifen) von Wurzelgemüse (Karotten, Sellerie) und Lauch, die in Butter kurz gedünstet, gewürzt, und mit Burgunder-Sauce über das besagte Schmorsteak gegeben werden
- das Esterházy-Gulasch, ein traditionelles Weihnachts- oder Silvestergericht aus Rind- und Schweinefleisch, Zwiebeln und Gewürzen im hessischen Bad Orb
- Esterházy-Schnitzel, gedünstete Rindschnitzel

Darüber hinaus findet sich der Name der Familie heute auch noch an anderen Stellen:
- Das 3. französische Husarenregiment, stationiert in Metz als Teil der Deutsch-Französischen Brigade, sowie das 2. französische Husarenregiment in Haguenau führen nach den jeweiligen ersten Regimentsinhabern die Traditionsbezeichnung „Esterhazy-Husaren“.
- Geführt wurden die k.u.k. Infanterieregimenter No. 31 (1741/3) ungarisch 1777 Anton Esterházy de Galantha, Infanterieregiment No. 32 (1741/4) ungarisch 1802 Nikolaus II. Esterházy de Galantha, Infanterieregiment No. 33 (1741/5) ungarisch 1753 Nikolaus Esterházy, Infanterieregiment No. 34 (1733/10) ungarisch 1780 Anton von Esterházy de Galantha, Infanterieregiment No. 37 (1741/6) ungarisch 1744 Joseph von Esterházy de Galantha.
- Irene Dische und Hans Magnus Enzensberger publizierten 1993 das Bilderbuch Esterhazy. Eine Hasengeschichte.
- Im sechsten Bezirk Wiens befinden sich ein Esterházypark sowie eine Esterházygasse, die beide nach der Familie benannt sind.